# Liste der Telekommunikationsstandards
Liste von Standards und Richtlinien aus der Telekommunikation.

## ETSI

### Nomenklatur
(Die Regelungen zur Verabschiedung und Status von ETSI-Dokumenten werden in den sogenannten ETSI Directives festgehalten.)
Die Dokumente der ETSI werden unterschieden in

#### Derzeit gültige Nomenklatur
- EN European Standard
 Ein EN ist ein Dokument, das von ETSI gemäß dem Membership Voting-Verfahren verabschiedet wurde und normative Regelungen enthält. Zusätzlich muss dieses Dokument vom Europäischen Komitee für Normung (CEN) als Europäische Norm angenommen werden. Europäische Normen werden von den Mitgliedsstaaten des CEN als nationale Norm übernommen.
- ES ETSI Standard
 Ein ES ist ein Dokument, das von ETSI gemäß dem Membership Voting-Verfahren zur Veröffentlichung verabschiedet wurde und normative Regelungen enthält.
- EG ETSI Guide
 Ein EG ist ein Dokument, das von ETSI gemäß dem Membership Voting-Verfahren zur Veröffentlichung verabschiedet wurde und hauptsächlich informative Regelungen enthält, die für die gesamten ETSI-Mitglieder von Bedeutung sind.
- TS Technical Specification
 Ein TS ist ein Dokument, das von einem ETSI Technical Body zur Veröffentlichung verabschiedet wurde und normative Regelungen enthält.
- TR Technical Report
 Ein TR ist ein Dokument, das von einem ETSI Technical Body zur Veröffentlichung verabschiedet wurde und hauptsächlich informative Regelungen enthält.
- SR Special Report
 Ein SR ist ein Dokument, das Informationen enthält, die zu Referenzierungszwecken veröffentlicht werden.
- Harmonized Standard
 Ein Harmonized Standard ist ein EN, der von ETSI im Rahmen eines Mandats der Europäischen Kommission unter der Europäischen Richtlinie 98/48/EG erstellt wurde.

#### Vorherige Nomenklatur
- Amendment
 Ein Amendment ist ein Dokument, das eine inhaltliche Änderung eines ETS, I-ETS, ETR oder TBR enthält. Ein Amendment wird von einem ETSI Technical Body und nachfolgend entsprechend dem Abstimmungsverfahren des jeweiligen Dokumententyps verabschiedet.
- Corrigendum
 Ein Corrigendum ist ein Dokument, das editorielle Änderung eines ETS, I-ETS, ETR oder TBR enthält. Ein Corrigendum wird vom ETSI-Sekretariat oder vom Vorsitzenden eines Technical Body veröffentlicht.
- ETS European Telecommunication Standard
 Ein ETS entspricht einem EN nach der derzeit gültigen Nomenklatur.
- I-ETS Interim European Telecommunication Standard
 Ein I-ETS ist ein Dokument, das von ETSI gemäß dem gewichteten nationalen Abstimmungsverfahren zur Veröffentlichung verabschiedet wurde und normative Regelungen enthält.
- ETR ETSI Technical Report
 Ein ETR ist ein Dokument, das von einem ETSI Technical Committee (jetztTechnical Body) zur Veröffentlichung verabschiedet wurde und hauptsächlich informative Regelungen enthält. Ein ETR entspricht einem TR nach der derzeit gültigen Nomenklatur.
- GSM-TS GSM Technical Specification
 Ein GSM-TS ist ein Dokument, das von der Special Mobile Group (frz. Groupe Spéciale Mobile) zur Veröffentlichung verabschiedet wurde.
- TBR Technical Basis for Regulation
 Ein TBR ist ein Dokument, das von ETSI im Rahmen eines Mandats der Europäischen Kommission speziell zu Zwecken der Europäischen Regulierung erstellt wurde und nur Anforderungen gemäß der Europäischen Richtlinie 98/13/EG enthält.

Es kann zum gleichen Thema verschiedene Dokumententypen geben. Bei der Dokumentennummer ist dann jedoch der Ziffernbereich gleich. Deshalb werden bei der Liste der ETSI-Dokumente die Dokumententypen nicht berücksichtigt (Ausnahme sind hier die TS-, TR- und SR-Dokumente). Viele Dokumente bestehen aus mehreren Schriftstücken, die dann durch Anhängen von Ziffern unterschieden werden (zum Beispiel ETS 300 011-1 bis ETS 300 011-3); auch diese Unterscheidung wird in der Liste nicht berücksichtigt.

### 000 bis 999
- GTS GSM 01.48 Digital cellular telecommunications system (Phase 2+) (GSM);ISDN-based DECT/GSM interworking;Feasibility study (GSM 01.48)
- ETR 001 Integrated Services Digital Network (ISDN);Customer access maintenance
- ETR 003 Network Aspects (NA);General aspects of quality of service and network performance in digital networks, including ISDN
- NET 003 Integrated Services Digital Network (ISDN);Attachment requirements for terminal equipment to connect to an ISDN using ISDN basic access
- TBR 003 Integrated Services Digital Network (ISDN);Attachment requirements for terminal equipment to connect to an ISDN using ISDN basic access
- TBR 004 Integrated Services Digital Network (ISDN);Attachment requirements for terminal equipment to connect to an ISDN using ISDN primary rate access
- NET 005 Integrated Services Digital Network (ISDN);Attachment requirements for terminal equipment to connect to an ISDN using ISDN primary rate access
- ETR 006 Network Aspects (NA);Numbering and addressing for the Memorandum Of Understanding (MOU) on Integrated Services Digital Network (ISDN) (priorities 1 and 2)
- TBR 008 Integrated Services Digital Network (ISDN);Telephony 3,1 kHz teleservice;Attachment requirements for handset terminals
- GTS 09.03 European digital cellular telecommunications system;Requirements on Interworking between the ISDN or PSTN and the PLMN (GSM 09.03)
- GTS GSM 09.03 Digital cellular telecommunications system;Broadband Integrated Services Digital Networkignalling requirements on interworking between the Integrated Services Digital Network (ISDN) or Public Switched Telephone Network (PSTN) and the Public Land Mobile Network (PLMN) (GSM 09.03)
- GTS GSM 09.06 Digital cellular telecommunications system (Phase 2+) (GSM);Interworking between a Public Land Mobile Network (PLMN) and a Packet Switched Public Data Network/Integrated Services Digital Network (PSPDN/ISDN) for the support of packet switched data transmission services (GSM 09.06)
- GTS GSM 09.07 Digital cellular telecommunications system (Phase 2+) (GSM);General requirements on interworking between the Public Land Mobile Network (PLMN) and the Integrated Services Digital Network (ISDN) or Public Switched Telephone Network (PSTN) (GSM 09.07)
- GTS 09.07 European digital cellular telecommunications system;General Requirements on Interworking between the PLMN and the ISDN or PSTN (GSM 09.07)
- ETR 010 ISDN Standards Management (ISM);The ETSI Basic Guide on the European Integrated Services Digital Network (ISDN)
- ETR 018 Integrated Services Digital Network (ISDN);Application of the Bearer Capability (BC), High Layer Compatibility (HLC) and Low Layer Compatibility (LLC) information elements by terminals supporting ISDN services
- TCRTR 021 Integrated Services Digital Network (ISDN);Amendment of the CCITT Recommendation X.31, case B Packet Mode Bearer Service (PMBS)
- ETR 026 Network Aspects (NA);Terminal selection principles for priority I and II services of MoU – ISDN, applicable in multi-terminal environments at customer premises
- ETR 030 Network Aspects (NA);Interworking aspects of MoU-ISDN Priority 1 + 2 services
- ETR 031 Network Aspects (NA);Network aspects of ISDN to ISDN and ISDN internal interworking
- TBR 033 Integrated Services Digital Network (ISDN);Attachment requirements for packet mode terminal equipment to connect to an ISDN using ISDN basic access
- ETR 034 Business Telecommunications (BT);Approval requirements for complex customer premises apparatus and installations connected to the Public ISDN (including principles for the application of the essential requirements to any apparatus)
- TBR 034 Integrated Services Digital Network (ISDN);Attachment requirements for packet mode terminal equipment to connect to an ISDN using ISDN primary rate access
- TCRTR 039 Intelligent Network (IN);Broadband Integrated Services Digital Network (B-ISDN);ETSI wide workplan for IN/B-ISDN integration
- TBR 040 Digital Enhanced Cordless Telecommunications (DECT);Integrated Services Digital Network (ISDN);Attachment requirements for terminal equipment for DECT/ISDN interworking profile applications
- ETR 044 Network Aspects (NA);Reference events for network performance parameters in an ISDN
- TCRTR 044 Broadband Integrated Services Digital Network (B-ISDN);Vocabulary for B-ISDN
- ETR 045 Network Aspects (NA);General Configuration and basic functions for the interconnection of Private Telecommunications Networks with the public ISDN
- ETR 054 Integrated Services Digital Network (ISDN);The protocol reference model and its relationship with the OSI reference model
- ETR 061 Integrated Services Digital Network (ISDN);Rules for the construction of reference configurations
- ETR 072 Broadband Integrated Services Digital Network (B-ISDN);Connection types and their reference configurations
- ETR 073 Broadband Integrated Services Digital Network (B-ISDN);Evolution towards B-ISDN
- ETR 074 Terminal Equipment (TE);File transfer over the Integrated Services Digital Network (ISDN)
- ETR 076 Integrated Services Digital Network (ISDN);Standards guide
- ETR 080 Transmission and Multiplexing (TM);Integrated Services Digital Network (ISDN) basic rate access;Digital transmission system on metallic local lines
- ETR 081 Open Document Architecture (ODA);Identification of characteristics Integrated Services Digital Networks (ISDN) for Open Document Architecture (ODA) applications.
- ETR 089 Broadband Integrated Services Digital Network (B-ISDN);Principles and requirements for signalling and management information transfer
- ETR 092 Broadband Integrated Services Digital Network (B-ISDN);Framework for conformance testing of lower layers in B-ISDN.
- ETR 112 Broadband Integrated Services Digital Network (B-ISDN);B-ISDN principles
- ETR 116 Human Factors (HF);Human factors guidelines for ISDN Terminal equipment design
- ETR 117 Broadband Integrated Services Digital Network (B-ISDN);Asynchronous Transfer Mode (ATM);Signalling ATM Adaptation Layer (AAL) requirements
- ETR 118 Broadband Integrated Services Digital Network (B-ISDN);Switching, exchange and cross-connect functions and performance requirements
- ETR 123 Broadband Integrated Services Digital Network (B-ISDN);Parameters and mechanisms provided by the network relevant for charging in B-ISDN
- ETR 138 Network Aspects (NA);Quality of service indicators for Open Network Provision (ONP) of voice telephony and Integrated Services Digital Network (ISDN)
- ETR 147 Human Factors (HF);Usability checklist for Integrated Services Digital Network (ISDN) telephone terminal equipment
- ETR 157 Broadband Integrated Services Digital Network (B-ISDN);Signalling requirements for B-ISDN services
- ETR 161 Broadband Integrated Services Digital Network (B-ISDN);Functional description of Virtual Path (VP) cross-connect
- ETR 163 Satellite Earth Stations and Systems (SES);The interconnection of Very Small Aperture Terminal (VSAT) systems to Integrated Service Digital Networks (ISDNs)
- ETR 164 Integrated Services Digital Network (ISDN);Intelligent Network (IN);Interaction between IN Application Protocol (INAP) and ISDN User Part (ISUP) version 2
- ETR 168 Broadband Integrated Services Digital Network (B-ISDN);Digital Subscriber Signalling System No. two (DSS2) protocol;Guidelines for the interpretation of ETS 300 443-1 (ITU-T Recommendation Q.2931)
- ETR 186-1 Intelligent Network (IN);Interaction between IN Application Protocol (INAP) and Integrated Services Digital Network (ISDN) signalling protocols;Part 1: Switching signalling requirements for IN Capability Set 1 (CS1) service support in a Narrowband ISDN (N-ISDN) environment
- ETR 186-2 Intelligent Network (IN);Interaction between IN Application Protocol (INAP) and Integrated Services Digital Network (ISDN) signalling protocols;Part 2: Switching signalling requirements for IN Capability Set 2 (CS2) service support in a Narrowband ISDN (N-ISDN) environment
- ETR 198 Human Factors (HF);User trials of user control procedures for Integrated Services Digital Network (ISDN) videotelephony
- ETR 209 Integrated Services Digital Network (ISDN);Freephone (FPH) supplementary service;Functional capabilities and information flows
- ETR 256 Integrated Services Digital Network (ISDN);Signalling System No.7;Telephone User Part "Plus" (TUP+) [CEPT Recommendation T/S 43-02 E (1988)]
- ETR 261 Human Factors (HF);Assessment and definition of a harmonized minimum man-machine interface (MMI) for accessing and controlling public network based supplementary services
- ETR 262 Broadband Integrated Services Digital Network (B-ISDN);Asynchronous Transfer Mode (ATM);Video On Demand (VOD) network aspects
- ETR 263 Broadband Integrated Services Digital Network (B-ISDN);Specific interworking functionalities with B-ISDN
- ETR 282 Broadband Integrated Services Digital Network (B-ISDN);Signalling requirements for Video On Demand (VOD) and multimedia interactive services
- ETR 285 Integrated Services Digital Network (ISDN);User-to-User Signalling (UUS) supplementary service;Functional capabilities and information flows
- ETR 286 Broadband Integrated Services Digital Network (B-ISDN);Applicability of Narrowband Integrated Services Digital Network (N-ISDN) supplementary services to B-ISDN services
- ETR 299-1 Integrated Services Digital Network (ISDN);Digital Subscriber Signalling System No. one (DSS1) protocol;Network Integration Testing (NIT);ISDN end-to-end testing;
- ETR 302 Integrated Services Digital Network (ISDN);Supplementary services for multimedia services
- ETR 316 Broadband Integrated Services Digital Network (B-ISDN);Numbering and addressing in B-ISDN
- ETR 325 Broadband Integrated Services Digital Network (B-ISDN);General principles and functional requirements for interworking B-ISDN and Narrowband-ISDN (N-ISDN)
- ETR 326 Transmission and Multiplexing (TM);Broadband Integrated Services Digital Network (B-ISDN) access
- ETR 335 Broadband Integrated Services Digital Network (B-ISDN);European Backbone Telecommunications Network (EBTN)
- ETR 337 Broadband Integrated Services Digital Network (B-ISDN);Mobile networks requirements on B-ISDN
- ETR 338 Broadband Integrated Services Digital Network (B-ISDN);Vocabulary for B-ISDN
- ETR 343 Integrated Services Digital Network (ISDN);Extended lower layer protocols;Definition of B and D Channel protocols with proposed Requirements List (RL) and profile specific Implementation Conformance Statement (ICS)
- ETR 360 Broadband Integrated Services Digital Network (B-ISDN);Support of multipoint communications in Asynchronous Transfer Mode (ATM) networks

### 100 000 bis 199 999
- 100 600 Digital cellular telecommunications system (Phase 2+) (GSM);Signalling requirements on interworking between the Integrated Services Digital Network (ISDN) or Public Switched Telephone Network (PSTN) and the Public Land Mobile Network (PLMN) (GSM 09.03 version 7.0.0 Release 1998)
- 100 975 Digital cellular telecommunications system (Phase 2+) (GSM);Interworking between a Public Land Mobile Network (PLMN) and a Packet Switched Public Data Network/Integrated Services Digital Network (PSPDN/ISDN) for the support of packet switched data transmission services (GSM 09.06 version 7.0.0 Release 1998)
- 100 976 Digital cellular telecommunications system (Phase 2+) (GSM);General requirements on interworking between the Public Land Mobile Network (PLMN) and the Integrated Services Digital Network (ISDN) or Public Switched Telephone Network (PSTN) (GSM 09.07 version 7.2.0 Release 1998)
- 101 023-2 Methods for Testing and Specification (MTS);Application of object-oriented SDL features in B-ISDN specifications
- 101 094 Broadband Integrated Services Digital Network (B-ISDN);ATM for the transport of 64 kbit/s narrowband channels
- 101 123 Broadband Integrated Services Digital Network (B-ISDN);Resource management procedures and cases of their possible usage
- 101 135 Transmission and Multiplexing (TM);High bit-rate Digital Subscriber Line (HDSL) transmission systems on metallic local lines;HDSL core specification and applications for combined ISDN-BA and 2 048 kbit/s transmission
- 101 139 Integrated Services Digital Network (ISDN);Signalling System No.7;Transaction Capabilities (TC) version 2;Implementors guide
- 101 388 Transmission and Multiplexing (TM);Access transmission systems on metallic access cables;Asymmetric Digital Subscriber Line (ADSL) – Coexistence of ADSL and ISDN-BA on the same pair [ANSI T1.413 – 1998, modified]
- 101 392 Digital cellular telecommunications system (Phase 2+) (GSM);Signalling interworking between ISDN supplementary services;Application Service Element (ASE) and Mobile Application Part (MAP) protocols (GSM 09.13 version 7.0.0 Release 1998)
- 101 480 Integrated Services Digital Network (ISDN);Public Switched Telephone Network (PSTN);Framework for the provision of calling party name information
- 101 482 Integrated Services Digital Network (ISDN);DSS1 based protocol for call control & resource management over a TCP/IP network
- 101 621 Network Aspects (NA);Number Portability Task Force (NPTF);Consequences of mobile number portability on the PSTN/ISDN and synergy between geographic and mobile number portability
- 101 623 Digital cellular telecommunications system (Phase 2+) (GSM);ISDN-based DECT/GSM interworking;Feasibility study (GSM 01.48 version 6.0.1 Release 1997)
- 101 679 Digital Enhanced Cordless Telecommunications (DECT);Broadband Integrated Services Digital Network (B-ISDN);DECT/B-ISDN interworking
- 101 686 Hybrid Fibre Coax (HFC) access networks;Interworking with B-ISDN networks
- 101 695 Integrated Services Digital Network (ISDN);Universal Mobile Telecommunications System (UMTS);ISDN-UMTS Framework
- 101 737 Digital Audio Broadcasting (DAB);Interaction channel through Global System for Mobile communications (GSM) the Public switched Telecommunications System (PSTN);Integrated Services Digital Network (ISDN) and Digital Enhanced Cordless Telecommunications (DECT)
- 101 818 Integrated Services Digital Network (ISDN);Digital Subscriber Signalling System No. one (DSS1);Trunk Hunting (TH) supplementary service
- 101 909-24 Digital Broadband Cable Access to the Public Telecommunications Network;IP Multimedia Time Critical Services;Part 24: MTA Basic Access ISDN Interface (MTA-ISDN)
- 101 941 Access and Terminals (AT);Study of the implications of standardization of IP terminals utilizing Ethernet, PSTN and ISDN connection methods
- 101 952-1-3 Access network xDSL transmission filters;Part 1: ADSL splitters for European deployment;Sub-part 3: Specification of ADSL/ISDN splitters
- 101 952-2-3 Access network xDSL transmission filters;Part 2: VDSL splitters for European deployment;Sub-part 3: Specification of VDSL/ISDN splitters for use at the Local Exchange (LE) and the user side near the Network Termination Point (NTP)
- 101 966 Access and Terminals (AT);Sub-set of ETS 300 400 series requirements for ISDN testing
- 102 016 Services and Protocols for Advanced Networks (SPAN);Integrated Services Digital Network (ISDN);Potential solutions to support the transmission of PPP
- 102 053 Telecommunications security;Lawful Interception (LI);Notes on ISDN lawful interception functionality
- 102 080 Transmission and Multiplexing (TM);Integrated Services Digital Network (ISDN) basic rate access;Digital transmission system on metallic local lines
- 102 110 Services and Protocols for Advanced Networks (SPAN);Network integration testing of Universal Mobile Telecommunications System (UMTS) with Global System for Mobile Communication (GSM) Phase 2+, Public Switched Telephone Network (PSTN) and Integrated Services Digital Network (ISDN)
- 102 112 Services and Protocols for Advanced Networks (SPAN);Network Integration Testing between IN, PLMN and ISDN
- 102 113 Services and Protocols for Advanced Networks (SPAN);Network Integration Testing between GSM Phase 2+, ISDN and PSTN
- 102 169 Services and Protocols for Advanced Networks (SPAN);Network Integration Testing between H.323, ISDN and PSTN
- 102 314 Access and Terminals (AT);Fixed network Multimedia Messaging Service (F-MMS);PSTN/ISDN
- 102 331 Access and Terminals (AT);Short Message Service (SMS) for PSTN/ISDN;Overview of SMS for the User Based Solution and the Network Based Solution
- 102 332 Telecommunications and Internet converged Services and Protocols for Advanced Networking (TISPAN);Bachauling of ISDN Q.921 (Transport of DSS1 over IP);ISDN Q.921-User Adaptation Layer (IUA) [Endorsement of RFC 3057 (2001),[2] modified]
- 102 334 Telecommunications and Internet converged Services and Protocols for Advanced Networking (TISPAN);vCard and vCalendar on fixed network for PSTN/ISDN
- 102 337 Access and Terminals (AT);Short Message Service (SMS) for PSTN/ISDN;Short Message Communication between a fixed network Short Message Terminal Equipment and a Short Message Service Centre: Overview of SMS for the User Based Solution
- 102 341 Access and Terminals (AT);Short Message Service (SMS) for PSTN/ISDN;Control Strings (service codes) for SMS functions and SMS supplementary services
- 102 364 Telecommunications and Internet converged Services and Protocols for Advanced Networking (TISPAN);ISDN/PSTN Network Integration Testing for H.323 based trunking
- 102 418 Access and Terminals (AT);Simultaneous Voice and Text Announcements;PSTN/ISDN;Protocol Description
- 103 912 Access and Terminals (AT);Short Message Service (SMS) for PSTN/ISDN;Short Message Communication between a fixed network Short Message Terminal Equipment and a Short Message Service Centre (Corrections to ES 201 912)
- 129 006 Digital cellular telecommunications system (Phase 2+) (GSM);Universal Mobile Telecommunications System (UMTS);Interworking between the Public Land Mobile Network (PLMN) and a Packet Switched Public Data Network/Integrated Services Digital Network (PSPDN/ISDN) for the support of packet switched data transmission services (3G TS 29.006 version 3.0.0 Release 1999)
- 129 007 V6 Digital cellular telecommunications system (Phase 2+);Universal Mobile Telecommunications System (UMTS);General requirements on interworking between the Public Land Mobile Network (PLMN) and the Integrated Services Digital Network (ISDN) or Public Switched Telephone Network (PSTN) (3GPP TS 29.007 version 6.3.0 Release 6)
- 129 007 V4 Digital cellular telecommunications system (Phase 2+);Universal Mobile Telecommunications System (UMTS);General requirements on interworking between the Public Land Mobile Network (PLMN) and the Integrated Services Digital Network (ISDN) or Public Switched Telephone Network (PSTN) (3GPP TS 29.007 version 4.14.0 Release 4)
- 129 007 V5 Digital cellular telecommunications system (Phase 2+);Universal Mobile Telecommunications System (UMTS);General requirements on interworking between the Public Land Mobile Network (PLMN) and the Integrated Services Digital Network (ISDN) or Public Switched Telephone Network (PSTN) (3GPP TS 29.007 version 5.13.0 Release 5)
- 129 013 V3 Digital cellular telecommunications system (Phase 2+) (GSM);Universal Mobile Telecommunications System (UMTS);Signalling interworking between ISDN supplementary services;Application Service Element (ASE) and Mobile Application Part (MAP) protocols (3G TS 29.013 version 3.0.0 Release 1999)
- 129 013 V4 Digital cellular telecommunications system (Phase 2+);Universal Mobile Telecommunications System (UMTS);Signalling interworking between ISDN supplementary services;Application Service Element (ASE) and Mobile Application Part (MAP) protocols (3GPP TS 29.013 version 4.0.1 Release 4)
- 129 013 V5 Digital cellular telecommunications system (Phase 2+);Universal Mobile Telecommunications System (UMTS);Signalling interworking between ISDN supplementary services Application Service Element (ASE) and Mobile Application Part (MAP) protocols (3GPP TS 29.013 version 5.0.0 Release 5)
- 129 013 V6 Digital cellular telecommunications system (Phase 2+);Universal Mobile Telecommunications System (UMTS);Signalling interworking between ISDN supplementary services Application Service Element (ASE) and Mobile Application Part (MAP) protocols (3GPP TS 29.013 version 6.0.0 Release 6)
- 181 002 Telecommunications and Internet converged Services and Protocols for Advanced Networking (TISPAN);Multimedia Telephony with PSTN/ISDN simulation services
- 183 005 Telecommunications and Internet converged Services and Protocols for Advanced Networking (TISPAN);PSTN/ISDN simulation services: Conference (CONF);Protocol specification
- 183 006 Telecommunications and Internet converged Services and Protocols for Advanced Networking (TISPAN);PSTN/ISDN simulation services;Message Waiting Indication (MWI): Protocol specification
- 183 007 Telecommunications and Internet converged Services and Protocols for Advanced Networking (TISPAN);PSTN/ISDN simulation services;Originating Identification Presentation (OIP) and Originating Identification Restriction (OIR);Protocol specification
- 183 008 Telecommunications and Internet converged Services and Protocols for Advanced Networking (TISPAN);PSTN/ISDN simulation services;Terminating Identification Presentation (TIP) and Terminating Identification Restriction (TIR);Protocol specification
- 183 010 Telecommunications and Internet converged Services and Protocols for Advanced Networking (TISPAN);NGN Signalling Control Protocol;Communication Hold (HOLD) PSTN/ISDN simulation services
- 183 011 Telecommunications and Internet converged Services and Protocols for Advanced Networking (TISPAN);PSTN/ISDN simulation services: Anonymous Communication Rejection (ACR) and Communication Barring (CB);Protocol specification
- 183 014 Telecommunications and Internet converged Services and Protocols for Advanced Networking (TISPAN);PSTN/ISDN Emulation;Development and Verification of PSTN/ISDN Emulation
- 183 023 Telecommunications and Internet converged Services and Protocols for Advanced Networking (TISPAN);PSTN/ISDN simulation services;Extensible Markup Language (XML) Configuration Access Protocol (XCAP) over the Ut interface for Manipulating NGN PSTN/ISDN Simulation Services
- 186 002 Telecommunications and Internet converged Services and Protocols for Advanced Networking (TISPAN);Interworking between Session Initiation Protocol (SIP) and Bearer Independent Call Control Protocol (BICC) or ISDN User Part (ISUP)

### 200 000 bis 299 999
- 201 018 Integrated Services Digital Network (ISDN);Application of the Bearer Capability (BC), High Layer Compatibility (HLC) and Low Layer Compatibility (LLC) information elements by terminals supporting ISDN services
- 201 022 Broadband Integrated Services Digital Network (B-ISDN);Digital Subscriber Signalling System No. two (DSS2) protocol;B-ISDN user-network interface layer 3 specification for point-to-multipoint call/bearer control;Service Description Language (SDL) validation model
- 201 066 Integrated Services Digital Network (ISDN);Digital Subscriber Signalling System No. one (DSS1) protocol;Application of the Bearer Capability (BC), High Layer Compatibility (HLC) and Low Layer Compatibility (LLC) information elements
- 201 100 Broadband Integrated Services Digital Network (B-ISDN);General terminal requirements for the support of applications by B-ISDN access to B-ISDN at 155 520 kbit/s and 622 080 kbit/s
- 201 189 Integrated Services Digital Network (ISDN);Digital Subscriber Signalling System No. one (DSS1) protocol;Master list of codepoints and operation values
- 201 275 Human Factors (HF);User control procedures in basic call, point-to-point connections, for Integrated Services Digital Network (ISDN) videotelephony
- 201 296 Integrated Services Digital Network (ISDN);Signalling System No.7 (SS7);ISDN User Part (ISUP);Signalling aspects of charging
- 201 299 Integrated Services Digital Network (ISDN);Network Integration Testing (NIT);ISDN/PSTN end-to-end testing
- 201 400-1 Hybrid Fibre Coax (HFC) access networks;Part 1: Interworking with PSTN, N-ISDN, Internet and digital mobile networks
- 201 481 Integrated Services Digital Network (ISDN);ISDN service enhancements based on DDI ranges for call diversion supplementary services
- 201 684 Integrated Services Digital Network (ISDN);File Transfer Profile;B-channel aggregation and synchronous compression
- 201 693 Integrated Services Digital Network (ISDN);Signalling System No.7;Master list of codepoints
- 201 717 Universal Mobile Telecommunications System (UMTS);Virtual Home Environment (VHE) in the Integrated Services Digital Network (ISDN);Evolved UMTS core network
- 201 737 Digital Audio Broadcasting (DAB);Interaction channel through Global System for Mobile communications (GSM) the Public switched Telecommunications System (PSTN);Integrated Services Digital Network (ISDN) and Digital Enhanced Cordless Telecommunications (DECT)
- 201 738 Network integration testing between ISDN, PLMN and PSTN
- 201 817 Integrated Services Digital Network (ISDN);Supplementary service interactions
- 201 901 Broadband Integrated Services Digital Network (B-ISDN);Network integration testing;End-to-end testing
- 201 912 Access and Terminals (AT);Short Message Service (SMS) for PSTN/ISDN;Short Message Communication between a fixed network Short Message Terminal Equipment and a Short Message Service Centre
- 201 973 Access and Terminals (AT);Public Switched Telephone Network;Support of legacy terminals by Broadband IP networks and equipment
- 201 986 Services and Protocols for Advanced Networks (SPAN);Short Message Service (SMS) for PSTN/ISDN;Service description
- 202 060-3 Short Message Service (SMS) for fixed networks;Network Based Solution (NBS);Part 3: Integrated Services Digital Network (ISDN) access protocol
- 202 090 Broadband Integrated Services Digital Network (B-ISDN);H.323/B-ISDN signalling interoperability
- 202 122 Access and Terminals (AT);Integrated Services Digital Network (ISDN);ISDN NT port on Terminal Equipment
- 202 314 Fixed network Multimedia Messaging Service (F-MMS);PSTN/ISDN
- 202 912 Access and Terminals (AT);Short Message Service (SMS) for PSTN/ISDN;Test Suites for SMS User Based Solution
- 282 002 Telecommunications and Internet converged Services and Protocols for Advanced Networking (TISPAN);PSTN/ISDN Emulation Sub-system (PES);Functional architecture
- 283 002 Telecommunications and Internet converged Services and Protocols for Advanced Networking (TISPAN);PSTN/ISDN Emulation Subsystem (PES);NGN Release 1 H.248 Profile for controlling Access and Residential Gateways

### 300 000 bis 399 999
- 300 007 Integrated Services Digital Network (ISDN);Support of packet-mode terminal equipment by an ISDN
- 300 008 Integrated Services Digital Network (ISDN);Signalling System No.7;Message Transfer Part (MTP) to support international interconnection
- 300 009 Integrated Services Digital Network (ISDN);Signalling System No.7; Signalling Connection Control Part (SCCP) [connectionless and connection-oriented] to support international interconnection
- 300 011 Integrated Services Digital Network (ISDN);Primary rate user-network interface;Layer 1 specification and test principles
- 300 012 Integrated Services Digital Network (ISDN);Basic user-network interface;Layer 1 specification and test principles
- 300 048 Integrated Services Digital Network (ISDN);ISDN Packet Mode Bearer Services (PMBS);ISDN Virtual Call (VC) and Permanent Virtual Circuit (PVC) bearer services provided by the B-channel of the user access – basic and primary rate
- 300 049 Integrated Services Digital Network (ISDN);ISDN Packet Mode Bearer Service (PMBS);ISDN Virtual Call (VC) and Permanent Virtual Circuit (PVC) bearer services provided by the D-channel of the user access – basic and primary rate
- 300 050 Integrated Services Digital Network (ISDN);Multiple Subscriber Number (MSN) supplementary service;Service Description
- 300 051 Integrated Services Digital Network (ISDN);Multiple Subscriber Number (MSN) supplementary service;Functional capabilities and information flows
- 300 052 Integrated Services Digital Network (ISDN);Multiple Subscriber Number (MSN) supplementary service;Digital Subscriber Signalling System No. one (DSS1) protocol
- 300 053 Integrated Services Digital Network (ISDN);Terminal Portability (TP) supplementary service;Service Description
- 300 054 Integrated Services Digital Network (ISDN);Terminal Portability (TP) supplementary service;Functional capabilities and information flows
- 300 055 Integrated Services Digital Network (ISDN);Terminal Portability (TP) supplementary service;Digital Subscriber Signalling System No. one (DSS1) protocol
- 300 056 Integrated Services Digital Network (ISDN);Call Waiting (CW) supplementary service;Service Description
- 300 057 Integrated Services Digital Network (ISDN);Call Waiting (CW) supplementary service;Functional capabilities and information flows
- 300 058 Integrated Services Digital Network (ISDN);Call Waiting (CW) supplementary service;Digital Subscriber Signalling System No. one (DSS1) protocol
- 300 059 Integrated Services Digital Network (ISDN);Subaddressing (SUB) supplementary service;Service Description
- 300 060 Integrated Services Digital Network (ISDN);Subaddressing (SUB) supplementary service;Functional capabilities and information flows
- 300 061 Integrated Services Digital Network (ISDN);Subaddressing (SUB) supplementary service;Digital Subscriber Signalling System No. one (DSS1) protocol
- 300 062 Integrated Services Digital Network (ISDN);Direct Dialling In (DDI) supplementary service;Service Description
- 300 063 Integrated Services Digital Network (ISDN);Direct Dialling In (DDI) supplementary service;Functional capabilities and information flows
- 300 064 Integrated Services Digital Network (ISDN);Direct Dialling In (DDI) supplementary service;Digital Subscriber Signalling System No. one (DSS1) protocol
- 300 079 Integrated Services Digital Network (ISDN);Syntax-based videotex End-to-end protocols, circuit mode DTE-DTE
- 300 080 Integrated Services Digital Network (ISDN);ISDN lower layer protocols for telematic terminals
- 300 081 Integrated Services Digital Network (ISDN);Teletex end-to-end protocol over the ISDN
- 300 082 Integrated Services Digital Network (ISDN);3,1 kHz telephony teleservice;End-to-end compatibility
- 300 083 Integrated Services Digital Network (ISDN);Circuit mode structured bearer service category usable for speech information transfer;Terminal requirements for end-to-end compatibility
- 300 084 Integrated Services Digital Network (ISDN);Circuit mode structured bearer service category usable for 3,1 kHz audio information transfer;Terminal requirements necessary for end-to-end compatibility
- 300 085 Integrated Services Digital Network (ISDN);3,1 kHz telephony teleservice;Attachment requirements for handset terminals (Candidate NET 33)
- 300 087 Integrated Services Digital Network (ISDN);Facsimile group 4 class 1 equipment on the ISDN;Functional specification of the equipment
- 300 089 Integrated Services Digital Network (ISDN);Calling Line Identification Presentation (CLIP) supplementary service;Service description
- 300 090 Integrated Services Digital Network (ISDN);Calling Line Identification Restriction (CLIR) supplementary service;Service description
- 300 091 Integrated Services Digital Network (ISDN);Calling Line Identification Presentation (CLIP) and Calling Line Identification Restriction (CLIR) supplementary services;Functional capabilities and information flows
- 300 092 Integrated Services Digital Network (ISDN);Calling Line Identification Presentation (CLIP) supplementary service;Digital Subscriber Signalling System No. one (DSS1) protocol
- 300 093 Integrated Services Digital Network (ISDN);Calling Line Identification Restriction (CLIR) supplementary service;Digital Subscriber Signalling System No. one (DSS1) protocol
- 300 094 Integrated Services Digital Network (ISDN);Connected Line Identification Presentation (COLP) supplementary service;Service description
- 300 095 Integrated Services Digital Network (ISDN);Connected Line Identification Restriction (COLR) supplementary service;Service description
- 300 096 Integrated Services Digital Network (ISDN);Connected Line Identification Presentation (COLP) and Connected Line Identification Restriction (COLR) supplementary services;Functional capabilities and information flows
- 300 097 Integrated Services Digital Network (ISDN);Connected Line Identification Presentation (COLP) supplementary service;Digital Subscriber Signalling System No. one (DSS1) protocol
- 300 098 Integrated Services Digital Network (ISDN);Connected Line Identification Restriction (COLR) supplementary service;Digital Subscriber Signalling System No. one (DSS1) protocol
- 300 099 Integrated Services Digital Network (ISDN);Specification of the Packet Handler access point Interface (PHI)
- 300 100 Integrated Services Digital Network (ISDN);Routing in support of ISUP Version 1 services
- 300 102 (Historical) Integrated Services Digital Network (ISDN);User-network interface layer 3;Specifications for basic call control
- 300 103 Integrated Services Digital Network (ISDN);Support of CCITT Recommendation X.21, X.21 bis and X.20 bis based Data Terminal Equipments (DTEs) by an ISDN Synchronous and asynchronous terminal adaptation functions
- 300 104 Integrated Services Digital Network (ISDN);Attachment requirements for terminal equipment to connect to an ISDN using ISDN basic access Layer 3 aspects (Candidate NET 3, Part 2)
- 300 108 Integrated Services Digital Network (ISDN);Circuit-mode 64 kbit/s unrestricted 8 kHz structured bearer service category;Service description
- 300 109 Integrated Services Digital Network (ISDN);Circuit-mode 64 kbit/s 8 kHz structured bearer service category usable for speech information transfer;Service description
- 300 110 Integrated Services Digital Network (ISDN);Circuit-mode 64 kbit/s 8 kHz structured bearer service category usable for 3,1 kHz audio information transfer;Service description
- 300 111 Integrated Services Digital Network (ISDN);Telephony 3,1 kHz teleservice;Service description
- 300 112 Integrated Services Digital Network (ISDN);Facsimile group 4 class 1 equipment on the ISDN;End-to-end protocols
- 300 120 Integrated Services Digital Network (ISDN);Service requirements for telefax group 4
- 300 121 Integrated Services Digital Network (ISDN);Application of the ISDN User Part (ISUP) of ITU-T Signalling System No.7 (SS7) for international ISDN interconnections (ISUP version 1) Amendment 1: International Emergency Preference Scheme (IEPS) service [ITU-T Recommendation Q.767Amendment 1 (2002), modified]
- 300 122 Integrated Services Digital Network (ISDN);Generic keypad protocol for the support of supplementary services;Digital Subscriber Signalling System No. one (DSS1) protocol
- 300 125 Integrated Services Digital Network (ISDN);User-network interface data link layer specification;Application of CCITT Recommendations Q.920/I.440 and Q.921/I.441
- 300 128 Integrated Services Digital Network (ISDN);Malicious Call Identification (MCID) supplementary service;Service description
- 300 129 Integrated Services Digital Network (ISDN);Malicious Call Identification (MCID) supplementary service;Functional capabilities and information flows
- 300 130 Integrated Services Digital Network (ISDN);Malicious Call Identification (MCID) supplementary service;Digital Subscriber Signalling System No. one (DSS1) protocol
- 300 175 Digital Enhanced Cordless Telecommunications (DECT);Common Interface (CI)
- 300 176 Digital Enhanced Cordless Telecommunications (DECT);Test specifications
- 300 177 Terminal Equipment (TE);Videotex;Photographic Syntax
- 300 178 Integrated Services Digital Network (ISDN);Advice of Charge: charging information at call set-up time (AOC-S) supplementary service
- 300 179 Integrated Services Digital Network (ISDN);Advice of Charge: charging information during the call (AOC-D) supplementary service
- 300 180 Integrated Services Digital Network (ISDN);Advice of Charge: charging information at the end of the call (AOC-E) supplementary service
- 300 181 Integrated Services Digital Network (ISDN);Advice of Charge (AOC) supplementary service
- 300 182 Integrated Services Digital Network (ISDN);Advice of Charge (AOC) supplementary service; Protocol Specification
- 300 287 Integrated Services Digital Network (ISDN);Signalling System No.7;Transaction Capabilities (TC) version 2
- 300 297 Integrated Services Digital Network (ISDN);Access digital section for ISDN basic access
- 300 298 Broadband Integrated Services Digital Network (B-ISDN);Asynchronous Transfer Mode (ATM)
- 300 299 Broadband Integrated Services Digital Network (B-ISDN);Cell based user network access;Physical layer interfaces for B-ISDN applications
- 300 299 Broadband Integrated Services Digital Network (B-ISDN);Cell based user network access for 155 520 kbit/s and 622 080 kbit/s;Physical layer interfaces for B-ISDN applications
- 300 299 Broadband Integrated Services Digital Network (B-ISDN);Cell based user network access for 155 520 kbit/s and 622 080 kbit/s;Physical layer interfaces for B-ISDN applications
- 300 300 Broadband Integrated Services Digital Network (B-ISDN);Synchronous Digital Hierarchy (SDH) based user network access;Physical layer User Network Interfaces (UNI) for 155 520 kbit/s and 622 080 kbit/s Asynchronous Transfer Mode (ATM) B-ISDN applications
- 300 301 Broadband Integrated Services Digital Network (B-ISDN);Traffic control and congestion control in B-ISDN [ITU-T Recommendation I.371 (1996)]
- 300 301-1 Broadband Integrated Services Digital Network (B-ISDN);Traffic control and congestion control in B-ISDN;Conformance definitions for Available Bit Rate (ABR) and ATM Blocked Transfer (ABT) [ITU-T Recommendation I.371.1 (1997)]
- 300 302-1 Integrated Services Digital Network (ISDN);Videotelephony teleservice;Part 1: Electroacoustic characteristics for 3,1 kHz bandwidth handset terminals
- 300 303 Integrated Services Digital Network (ISDN);ISDN – Global System for Mobile communications (GSM) Public Land Mobile Network (PLMN) signalling interface
- 300 325 Integrated Services Digital Network (ISDN);Programming Communication Interface (PCI) for Euro-ISDN
- 300 334 Integrated Services Digital Network (ISDN);Signalling System No.7;Routeing in support of ISDN User Part (ISUP) version 2 services
- 300 335 Integrated Services Digital Network (ISDN);Signalling System No.7;ISDN User Part (ISUP) version 1;Test specification
- 300 336 Integrated Services Digital Network (ISDN);Signalling System No.7;Message Transfer Part (MTP);Test specification [ITU-T Recommendations Q.781 and Q.782 (1993), modified]
- 300 343 Integrated Services Digital Network (ISDN);Signalling System No.7;Signalling interworking specification for ISDN User Part (ISUP) version 1
- 300 344 Integrated Services Digital Network (ISDN);Signalling System No.7;Transaction Capabilities Application Part (TCAP);Test specification
- 300 345 Integrated Services Digital Network (ISDN);Interworking between public ISDNs and private ISDNs for the provision of telecommunication services;General aspects
- 300 346 Integrated Services Digital Network (ISDN);Signalling System No.7;Message Transfer Part (MTP) protocol Tester (MT)
- 300 349 Broadband Integrated Services Digital Network (B-ISDN);Asynchronous Transfer Mode (ATM);Adaptation Layer (AAL) specification – type 3/4
- 300 350 Integrated Services Digital Network (ISDN);Basic call control procedures for circuit-switched bearer services;Functional capabilities and information flows [ITU-T Recommendation Q.71 (1993), modified]
- 300 353 Broadband Integrated Services Digital Network (B-ISDN);Asynchronous Transfer Mode (ATM);Adaptation Layer (AAL) specification – type 1
- 300 354 Broadband Integrated Services Digital Network (B-ISDN);B-ISDN Protocol Reference Model (PRM)
- 300 356-1 Integrated Services Digital Network (ISDN);Signalling System No.7;ISDN User Part (ISUP) version 2 for the international interface;Part 1: Basic services [ITU-T Recommendations Q.761 to Q.764 (1993), modified]
- 300 356-1 Integrated Services Digital Network (ISDN);Signalling System No.7 (SS7);ISDN User Part (ISUP) version 4 for the international interface;Part 1: Basic services [ITU-T Recommendations Q.761 to Q.764 (1999) modified]
- 300 356-10 Integrated Services Digital Network (ISDN);Signalling System No.7;ISDN User Part (ISUP) version 3 for the international interface;Part 10: Subaddressing (SUB) supplementary service [ITU-T Recommendation Q.731, clause 8 (1992), modified]
- 300 356-11 Integrated Services Digital Network (ISDN);Signalling System No.7 (SS7);ISDN User Part (ISUP) version 4 for the international interface;Part 11: Malicious Call Identification (MCID) supplementary service [ITU-T Recommendation Q.731, clause 7 (1997) modified]
- 300 356-12 Integrated Services Digital Network (ISDN);Signalling System No.7 (SS7);ISDN User Part (ISUP) version 4 for the international interface;Part 12: Conference call, add-on (CONF) supplementary service [ITU-T Recommendation Q.734, clause 1 (1993) and implementors guide (1998) modified]
- 300 356-14 Integrated Services Digital Network (ISDN);Signalling System No.7 (SS7);ISDN User Part (ISUP) version 4 for the international interface;Part 14: Explicit Call Transfer (ECT) supplementary service [ITU-T Recommendation Q.732, clause 7 (1996) and implementors guide (1998) modified]
- 300 356-15 Integrated Services Digital Network (ISDN);Signalling System No.7 (SS7);ISDN User Part (ISUP) version 4 for the international interface;Part 15: Diversion supplementary service [ITU-T Recommendation Q.732, clauses 2 to 5 (1999) modified]
- 300 356-16 Integrated Services Digital Network (ISDN);Signalling System No.7 (SS7);ISDN User Part (ISUP) version 4 for the international interface;Part 16: Call Hold (HOLD) supplementary service [ITU-T Recommendation Q.733, clause 2 (1993) modified]
- 300 356-17 Integrated Services Digital Network (ISDN);Signalling System No.7 (SS7);ISDN User Part (ISUP) version 4 for the international interface;Part 17: Call Waiting (CW) supplementary service [ITU-T Recommendation Q.733, clause 1 (1992) modified]
- 300 356-18 Integrated Services Digital Network (ISDN);Signalling System No.7 (SS7);ISDN User Part (ISUP) version 4 for the international interface;Part 18: Completion of Calls to Busy Subscriber (CCBS) supplementary service [ITU-T Recommendation Q.733, clause 3 (1997) modified]
- 300 356-19 Integrated Services Digital Network (ISDN);Signalling System No.7 (SS7);ISDN User Part (ISUP) version 4 for the international interface;Part 19: Three-Party (3PTY) supplementary service [ITU-T Recommendation Q.734, clause 2 (1996) and implementors guide (1998) modified]
- 300 356-2 Integrated Services Digital Network (ISDN);Signalling System No.7 (SS7);ISDN User Part (ISUP) version 4 for the international interface;Part 2: ISDN supplementary service [ITU-T Recommendation Q.730 (1999) modified]
- 300 356-20 Integrated Services Digital Network (ISDN);Signalling System No.7 (SS7);ISDN User Part (ISUP) version 4 for the international interface;Part 20: Completion of Calls on No Reply (CCNR) supplementary service [ITU-T Recommendation Q.733, clause 5 (1999) modified]
- 300 356-21 Integrated Services Digital Network (ISDN);Signalling System No.7 (SS7);ISDN User Part (ISUP) version 4 for the international interface;Part 21: Anonymous Call Rejection (ACR) supplementary service [ITU-T Recommendation Q.731, clause 4 (1993)]
- 300 356-22 Integrated Services Digital Network (ISDN);Signalling System No.7 (SS7);ISDN User Part (ISUP) version 4 for the international interface;Part 22: International Emergency Preference Scheme (IEPS) service [ITU-T Amendments (2002) to Q.761 – Q.764 (1999) modified]
- 300 356-3 Integrated Services Digital Network (ISDN);Signalling System No.7 (SS7);ISDN User Part (ISUP) version 4 for the international interface;Part 3: Calling Line Identification Presentation (CLIP) supplementary service [ITU-T Recommendation Q.731, clause 3 (1993) modified]
- 300 356-31 Integrated Services Digital Network (ISDN);Signalling System No.7;ISDN User Part (ISUP) version 3 for the international interface;Part 31: Protocol Implementation Conformance Statement (PICS) proforma specification for basic services
- 300 356-32 Integrated Services Digital Network (ISDN);Signalling System No.7;ISDN User Part (ISUP) version 3 for the international interface;Part 32: Test Suite Structure and Test Purposes (TSS&TP) specification for basic services
- 300 356-33 Integrated Services Digital Network (ISDN);Signalling System No.7 (SS7);ISDN User Part (ISUP) version 4 for the international interface;Part 33: Abstract Test Suite (ATS) and partial Protocol Implementation eXtra Information for Testing (PIXIT) proforma specification for basic services
- 300 356-34 Integrated Services Digital Network (ISDN);Signalling System No.7;ISDN User Part (ISUP) version 3 for the international interface;Part 34: Protocol Implementation Conformance Statement (PICS) proforma specification for supplementary services
- 300 356-35 Integrated Services Digital Network (ISDN);Signalling System No.7;ISDN User Part (ISUP) version 3 for the international interface;Part 35: Test Suite Structure and Test Purposes (TSS&TP) specification for supplementary services
- 300 356-36 Integrated Services Digital Network (ISDN);Signalling System No.7 (SS7);ISDN User Part (ISUP) version 3 for the international interface;Part 36: Abstract Test Suite (ATS) and partial Protocol Implementation eXtra Information for Testing (PIXIT) proforma specification for supplementary services
- 300 356-4 Integrated Services Digital Network (ISDN);Signalling System No.7 (SS7);ISDN User Part (ISUP) version 4 for the international interface;Part 4: Calling Line Identification Restriction (CLIR) supplementary service [ITU-T Recommendation Q.731, clause 4 (1993) modified]
- 300 356-5 Integrated Services Digital Network (ISDN);Signalling System No.7 (SS7);ISDN User Part (ISUP) version 4 for the international interface;Part 5: Connected Line Identification Presentation (COLP) supplementary service [ITU-T Recommendation Q.731, clause 5 (1993) modified]
- 300 356-6 Integrated Services Digital Network (ISDN);Signalling System No.7 (SS7);ISDN User Part (ISUP) version 4 for the international interface;Part 6: Connected Line Identification Restriction (COLR) supplementary service [ITU-T Recommendation Q.731, clause 6 (1993) modified]
- 300 356-7 Integrated Services Digital Network (ISDN);Signalling System No.7 (SS7);ISDN User Part (ISUP) version 4 for the international interface;Part 7: Terminal Portability (TP) supplementary service [ITU-T Recommendation Q.733, clause 4 (1993) modified]
- 300 356-8 Integrated Services Digital Network (ISDN);Signalling System No.7 (SS7);ISDN User Part (ISUP) version 4 for the international interface;Part 8: User-to-User Signalling (UUS) supplementary service [ITU-T Recommendation Q.737, clause 1 (1997) modified]
- 300 356-9 Integrated Services Digital Network (ISDN);Signalling System No.7 (SS7);ISDN User Part (ISUP) version 4 for the international interface;Part 9: Closed User Group (CUG) supplementary service [ITU-T Recommendation Q.735, clause 1 (1993) modified]
- 300 357 Integrated Services Digital Network (ISDN);Completion of Calls to Busy Subscriber (CCBS) supplementary service;Service description
- 300 358 Integrated Services Digital Network (ISDN);Completion of Calls to Busy Subscriber (CCBS) supplementary service;Functional capabilities and information flows
- 300 359 Integrated Services Digital Network (ISDN);Completion of Calls to Busy Subscriber (CCBS) supplementary service;Digital Subscriber Signalling System No. one (DSS1) protocol
- 300 360 Integrated Services Digital Network (ISDN);Signalling System No.7;Signalling interworking specification for ISDN User Part (ISUP) version 2
- 300 367 Integrated Services Digital Network (ISDN);Explicit Call Transfer (ECT) supplementary service;Service description
- 300 369 Integrated Services Digital Network (ISDN);Explicit Call Transfer (ECT) supplementary service;Digital Subscriber Signalling System No. one (DSS1) protocol
- 300 383 Integrated Services Digital Network (ISDN);File transfer over the ISDN EUROFILE transfer profile
- 300 388 Integrated Services Digital Network (ISDN);File Transfer, Access and Management (FTAM) over ISDN based on simple file transfer profile
- 300 389 Integrated Services Digital Network (ISDN);Circuit-mode multiple-rate unrestricted 8 kHz structured bearer service category;Service description
- 300 392-4-2 Terrestrial Trunked Radio (TETRA);Voice plus Data (V+D);Part 4: Gateways basic operation;Sub-part 2: Integrated Services Digital Network (ISDN) gateway
- 300 399-2 Frame relay services;Part 2: Integrated Services Digital Network (ISDN);Frame relay bearer service;Service definition
- 300 400 Integrated Services Digital Network (ISDN);Telephony terminals;Payphones
- 300 402-1 Integrated Services Digital Network (ISDN);Digital Subscriber Signalling System No. one (DSS1) protocol;Data link layer;Part 1: General aspects [ITU-T Recommendation Q.920 (1993), modified]
- 300 402-2 Integrated Services Digital Network (ISDN);Digital Subscriber Signalling System No. one (DSS1) protocol;Data link layer;Part 2: General protocol specification [ITU-T Recommendation Q.921 (1993), modified]
- 300 402-3 Integrated Services Digital Network (ISDN);Digital Subscriber Signalling System No. one (DSS1) protocol;Data link layer;Part 3: Frame relay protocol specification
- 300 402-4 Integrated Services Digital Network (ISDN);Digital Subscriber Signalling System No. one (DSS1) protocol;Data link layer;Part 4: Protocol Implementation Conformance Statement (PICS) proforma specification for the general protocol
- 300 402-5 Integrated Services Digital Network (ISDN);Digital Subscriber Signalling System No. one (DSS1) protocol;Data link layer;Part 5: Protocol Implementation Conformance Statement (PICS) proforma specification for the frame relay protocol
- 300 403 Integrated Services Digital Network (ISDN);Digital Subscriber Signalling System No. one (DSS1) protocol;Signalling network layer for circuit-mode basic call control
- 300 404 Broadband Integrated Services Digital Network (B-ISDN);B-ISDN Operation And Maintenance (OAM) principles and functions
- 300 409 Integrated Services Digital Network (ISDN);Eurofile transfer teleservice;Service description
- 300 410 Integrated Services Digital Network (ISDN);File Transfer, Access and Management (FTAM) teleservice;Service description
- 300 428 Broadband Integrated Services Digital Network (B-ISDN);Asynchronous Transfer Mode (ATM);Adaptation Layer (AAL) specification – type 5
- 300 434 Digital Enhanced Cordless Telecommunications (DECT);Integrated Services Digital Network (ISDN);DECT/ISDN interworking for end system configuration
- 300 436 Broadband Integrated Services Digital Network (B-ISDN);Signalling ATM Adaptation Layer (SAAL);Service Specific Connection Oriented Protocol (SSCOP)
- 300 437 Broadband Integrated Services Digital Network (B-ISDN);Signalling ATM Adaptation Layer (SAAL);Service Specific Co-ordination Function (SSCF) for support of signalling at the User-Network Interface (UNI)
- 300 438 Broadband Integrated Services Digital Network (B-ISDN);Signalling ATM Adaptation Layer (SAAL);Service Specific Co-ordination Function (SSCF) for support of signalling at the Network Node Interface (NNI)
- 300 442 Integrated Services Digital Network (ISDN);Videotelephony teleservice;Terminal characteristics
- 300 443 Broadband Integrated Services Digital Network (B-ISDN);Digital Subscriber Signalling System No. two (DSS2) protocol;B-ISDN user-network interface layer 3 specification for basic call/bearer control
- 300 455 Broadband Integrated Services Digital Network (B-ISDN);Broadband Virtual Path Service (BVPS)
- 300 458 Integrated Services Digital Network (ISDN);Specification of the Remote Frame Handler Interface (RFHI)
- 300 464 Broadband Integrated Services Digital Network (B-ISDN);Asynchronous Transfer Mode (ATM);ATM layer cell transfer performance for B-ISDN connection types
- 300 465 Broadband Integrated Services Digital Network (B-ISDN);Availability and retainability performance for B-ISDN semi-permanent connections
- 300 467 Broadband Integrated Services Digital Network (B-ISDN);Support of Frame Relay Bearer Service (FRBS) in B-ISDN and frame relay interworking between B-ISDN and other networks
- 300 469 Broadband Integrated Services Digital Network (B-ISDN);Asynchronous Transfer Mode (ATM);Management of the network element view [ITU-T Recommendation I.751 (1996)]
- 300 481 Terminal Equipment (TE);Integrated Services Digital Network (ISDN);B-Channel Aggregation Unit (CAU);Procedures and terminal requirements
- 300 482 Integrated Services Digital Network (ISDN);ISDN – Global System for Mobile communications (GSM) Public Land Mobile Network (PLMN) signalling interface;Test specification
- 300 483 Terminal Equipment (TE);Integrated Services Digital Network (ISDN);Multipoint communications for audiovisual services;Main functionalities and basic requirements for Multipoint Control Units (MCUs)
- 300 485 Integrated Services Digital Network (ISDN);Definition and usage of cause and location in Digital Subscriber Signalling System No. one (DSS1) and Signalling System No.7 (SS7) ISDN User Part (ISUP) [ITU-T Recommendation Q.850 (1998) with addendum modified]
- 300 486 Broadband Integrated Services Digital Network (B-ISDN);Meta-signalling protocol
- 300 489 Terminal Equipment (TE);Conformance testing for file transfer over the Integrated Services Digital Network (ISDN)
- 300 490 Terminal Equipment (TE);File transfer over the Integrated Services Digital Network (ISDN);Conformance testing specification
- 300 491 Terminal Equipment (TE);Conformance testing for file transfer over the Integrated Services Digital Network (ISDN)
- 300 495 Broadband Integrated Services Digital Network (B-ISDN);Signalling System No.7;Interworking between Broadband ISDN User Part (B-ISUP) and Digital Subscriber Signalling System No. two (DSS2) [ITU-T Recommendation Q.2650 (1995), modified]
- 300 496 Broadband Integrated Services Digital Network (B-ISDN);Signalling System No.7;Interworking between Broadband ISDN User Part (B-ISUP) and narrowband ISDN User Part (ISUP) [ITU-T Recommendation Q.2660 (1995), modified]
- 300 600 European digital cellular telecommunications system;Signalling requirements on interworking between the Integrated Services Digital Network (ISDN) or Public Switched Telephone Network (PSTN) and the Public Land Mobile Network (PLMN) (GSM 09.03)
- 300 603 European digital cellular telecommunications system;Interworking between a Public Land Mobile Network (PLMN) and a Packet Switched Public Data Network/Integrated Services Digital Network (PSPDN/ISDN) for the support of packet switched data transmission services (GSM 09.06)
- 300 604 Digital cellular telecommunications system (GSM);General requirements on interworking between the Public Land Mobile Network (PLMN) and the Integrated Services Digital Network (ISDN) or Public Switched Telephone Network (PSTN) (GSM 09.07 version 4.13.1)
- 300 643 Integrated Services Digital Network (ISDN);Overall network aspects and functions;Frame Relaying Service Specific Convergence Sublayer [ITU-T Recommendation I.365.1 (1993)]
- 300 646 Integrated Services Digital Network (ISDN);Signalling System No.7 (SS7);Digital cellular telecommunications system;Application of ISDN User Part (ISUP) version 2 for the ISDN-Public Land Mobile Network (PLMN) signalling interface;
- 300 647 Broadband Integrated Services Digital Network (B-ISDN);Signalling ATM Adaptation Layer (SAAL);Layer Management for the SAAL at the Network Node Interface (NNI)
- 300 650 Integrated Services Digital Network (ISDN);Message Waiting Indication (MWI) supplementary service;Service description
- 300 654 Integrated Services Digital Network (ISDN);Videotelephony terminals;Interim D-channel signalling aspects
- 300 656 Broadband Integrated Services Digital Network (B-ISDN);Signalling System No.7;B-ISDN User Part (B-ISUP) Capability Set 1 (CS1);Basic services [ITU-T Recommendations Q.2761 to Q.2764 (1995), modified]
- 300 657 Broadband Integrated Services Digital Network (B-ISDN);Signalling System No.7;B-ISDN User Part (B-ISUP) Capability Set 1 (CS1);Supplementary services [ITU-T Recommendation Q.2730 (1995), modified]
- 300 658 Integrated Services Digital Network (ISDN);Signalling System No.7;Transaction Capabilities (TC) version 2;Test responder specification
- 300 660 Integrated Services Digital Network (ISDN);Synchronization and Co-ordination Function (SCF) for the provision of the OSI Connection-mode Network Service (OSI CONS) in an ISDN environment;Specification of SCF [ITU-T Recommendation Q.923 (1995), modified]
- 300 661 Broadband Integrated Services Digital Network (B-ISDN);Digital Subscriber Signalling System No. two (DSS2) protocol;Direct Dialling In (DDI) supplementary service
- 300 662 Broadband Integrated Services Digital Network (B-ISDN);Digital Subscriber Signalling System No. two (DSS2) protocol;Multiple Subscriber Number (MSN) supplementary service
- 300 663 Broadband Integrated Services Digital Network (B-ISDN);Digital Subscriber Signalling System No. two (DSS2) protocol;Calling Line Identification Presentation (CLIP) supplementary service
- 300 664 Broadband Integrated Services Digital Network (B-ISDN);Digital Subscriber Signalling System No. two (DSS2) protocol;Calling Line Identification Restriction (CLIR) supplementary service
- 300 665 Broadband Integrated Services Digital Network (B-ISDN);Digital Subscriber Signalling System No. two (DSS2) protocol;Connected Line Identification Presentation (COLP) supplementary service
- 300 666 Broadband Integrated Services Digital Network (B-ISDN);Digital Subscriber Signalling System No. two (DSS2) protocol;Connected Line Identification Restriction (COLR) supplementary service
- 300 667 Broadband Integrated Services Digital Network (B-ISDN);Digital Subscriber Signalling System No. two (DSS2) protocol;Subaddressing (SUB) supplementary service
- 300 668 Broadband Integrated Services Digital Network (B-ISDN);Digital Subscriber Signalling System No. two (DSS2) protocol;User-to-User Signalling (UUS) supplementary service
- 300 669 Broadband Integrated Services Digital Network (B-ISDN);Digital Subscriber Signalling System No. two (DSS2) protocol;Supplementary service interactions
- 300 675 Integrated Services Digital Network (ISDN);Audiographic conference teleservice;Service description
- 300 678 Integrated Services Digital Network (ISDN);Videoconference teleservice;Service description
- 300 685 Broadband Integrated Services Digital Network (B-ISDN);Usage of cause and location in Digital Subscriber Signalling System No. two (DSS2) and Signalling System No.7 B-ISDN User Part (B-ISUP) [ITU-T Recommendation Q.2610 (1995), modified]
- 300 697 Integrated Services Digital Network (ISDN);Conformance testing for the Euro-ISDN Programming Communication Interface (PCI)
- 300 705 Digital Enhanced Cordless Telecommunications (DECT);Integrated Services Digital Network (ISDN);DECT/ISDN interworking for end system configuration;Profile Implementation Conformance Statement (ICS);
- 300 710 Integrated Services Digital Network (ISDN);Public Switched Telephone Network (PSTN);Universal Access Number (UAN) service;Service description
- 300 711 Integrated Services Digital Network (ISDN);Public Switched Telephone Network (PSTN);Virtual Card Calling (VCC);Service description
- 300 712 Integrated Services Digital Network (ISDN);Public Switched Telephone Network (PSTN);Premium Rate (PRM) service;Service description
- 300 713 Integrated Services Digital Network (ISDN);Public Switched Telephone Network (PSTN);Televoting (VOT) service;Service description
- 300 745 Integrated Services Digital Network (ISDN);Message Waiting Indication (MWI) supplementary service;Digital Subscriber Signalling System No. one (DSS1) protocol
- 300 754 Integrated Services Digital Network (ISDN);Signalling System No.7;Transaction Capabilities (TC);Application Service Element (ASE) for Message Waiting Indication (MWI) supplementary service
- 300 758 Digital Enhanced Cordless Telecommunications (DECT);Integrated Services Digital Network (ISDN);DECT/ISDN interworking for end system configuration;Profile Test Specification (PTS);
- 300 763 Integrated Services Digital Network (ISDN);Audiovisual services in-band signalling testing
- 300 770 Broadband Integrated Services Digital Network (B-ISDN);Digital Subscriber Signalling System No. two (DSS2) protocol;Closed User Group (CUG) supplementary service
- 300 771 Broadband Integrated Services Digital Network (B-ISDN);Digital Subscriber Signalling System No. two (DSS2) protocol;B-ISDN user-network interface layer 3 specification for point-to-multipoint call/bearer control
- 300 780 Broadband Integrated Services Digital Network (B-ISDN);Broadband Connection-Oriented Bearer Service (BCOBCS) [ITU-T Recommendation F.811 (1996)]
- 300 787 Digital Enhanced Cordless Telecommunications (DECT);Global System for Mobile communications (GSM);Integrated Services Digital Network (ISDN);DECT access to GSM via ISDN;
- 300 788 Digital Enhanced Cordless Telecommunications (DECT);Global System for Mobile communications (GSM);Integrated Services Digital Network (ISDN);DECT access to GSM via ISDN;
- 300 796 Broadband Integrated Services Digital Network (B-ISDN);Digital Subscriber Signalling System No. two (DSS2) protocol
- 300 801 Digital Video Broadcasting (DVB);Interaction channel through Public Switched Telecommunications Network (PSTN) / Integrated Services Digital Networks (ISDN)
- 300 807 Integrated Services Digital Network (ISDN);Audio characteristics of terminals designed to support conference services in the ISDN
- 300 811 Broadband Integrated Services Digital Network (B-ISDN);Transmission Convergence (TC) and Physical Media Dependent (PMD) sublayers for the SB reference point at a bit-rate of 25,6 Mbit/s over twisted pair cable
- 300 818 Broadband Integrated Services Digital Network (B-ISDN);Asynchronous Transfer Mode (ATM);Retainability performance for B-ISDN switched connections
- 300 821 Broadband Integrated Services Digital Network (B-ISDN);ATM Adaptation Layer (AAL);Support of the High Level Data Link Control (HDLC) core service by AAL type 5 [ITU-T Recommendation I.365.4 (1996)]
- 300 822 Digital Enhanced Cordless Telecommunications (DECT);Integrated Services Digital Network (ISDN);DECT/ISDN interworking for intermediate system configuration;Interworking and profile specification
- 300 823 Universal Personal Telecommunication (UPT);UPT phase 2;Functional specification of the interface of a UPT Integrated Circuit Card (ICC) and Public Switched Telephone Network (PSTN), Integrated Services Digital Network (ISDN) and Global System for Mobile communications (GSM) terminals (one passand multiple pass authentication)
- 300 834 Terminal Equipment (TE);Narrowband networks (PSTN or ISDN);Access to interactive audio-visual retrieval services without datafacility;Access for ISDN or PSTN videophony terminals to audio-visual databases
- 300 835 Multimedia Terminals and Applications (MTA);Programmable Communication Interface (PCI) for file transfer over Integrated Services Digital Network (ISDN)
- 300 838 Integrated Services Digital Network (ISDN);Harmonized Programmable Communication Interface (HPCI) for ISDN
- 300 840 Telecommunications security;Integrated Services Digital Network (ISDN);Confidentiality system for audiovisual services
- 300 841 Telecommunications security;Integrated Services Digital Network (ISDN);Encryption key management and authentication system for audiovisual services
- 300 842 Broadband Integrated Services Digital Network (B-ISDN);ATM Adaptation Layer (AAL);Sublayers: Service Specific Co-ordination Function (SSCF) to provide the Connection-Oriented Network Service (CONS) [ITU-T Recommendation I.365.2 (1995)]
- 300 899 Integrated Services Digital Network (ISDN);Signalling System No.7;Interworking between ISDN User Part (ISUP) version 2 and Digital Subscriber Signalling System No. one (DSS1)
- 300 975 Digital cellular telecommunications system (Phase 2+) (GSM);Interworking between a Public Land Mobile Network (PLMN)and a Packet Switched Public Data Network/Integrated Services Digital Network (PSPDN/ISDN) for the support of packet switched data transmission services (GSM 09.06 version 5.0.2)
- 300 976 Digital cellular telecommunications system (Phase 2+) (GSM);General requirements on interworking between the Public Land Mobile Network (PLMN) and the Integrated Services Digital Network (ISDN) or Public Switched Telephone Network (PSTN) (GSM 09.07 version 5.10.1 Release 1996)

#### 301 000 folgende
- 301 001 Integrated Services Digital Network (ISDN);Outgoing Call Barring (OCB) supplementary services;Digital Subscriber Signalling System No. one (DSS1) protocol
- 301 002 Integrated Services Digital Network (ISDN);Security tools (SET) procedures;Digital Subscriber Signalling System No. one (DSS1) protocol
- 301 003 Broadband Integrated Services Digital Network (B-ISDN);Digital Subscriber Signalling System No. two (DSS2) protocol
- 301 004 Broadband Integrated Services Digital Network (B-ISDN);Signalling System No.7;Message Transfer Part (MTP) level 3 functions and messages to support international interconnection
- 301 006 Q3 interface at the Local Exchange (LE) for line and circuit testing of analogue and Integrated Services Digital Network (ISDN) subscriber lines
- 301 007-1 Integrated Services Digital Network (ISDN);Signalling System No.7;Operations, Maintenance and Administration Part (OMAP)
- 301 008 Integrated Services Digital Network (ISDN);Signalling System No.7;Signalling Connection Control Part (SCCP);Interoperability test specification
- 301 029-1 Broadband Integrated Services Digital Network (B-ISDN);Signalling System No.7;B-ISDN User Part (B-ISUP);Part 1: Overview of the B-ISDN network node interface signalling capability set 2, step 1 [ITU-T Recommendation Q.2721.1 (1996)]
- 301 029-10 Broadband Integrated Services Digital Network (B-ISDN);Signalling System No.7;B-ISDN User Part (B-ISUP);Part 10: Support of frame relay [ITU-T Recommendation Q.2727 (1996)]
- 301 029-2 Broadband Integrated Services Digital Network (B-ISDN);Signalling System No.7;B-ISDN User Part (B-ISUP);Part 2: Network node interface specification for point-to-multipoint call/connection control [ITU-T Recommendation Q.2722.1 (1996)]
- 301 029-3 Broadband Integrated Services Digital Network (B-ISDN);Signalling System No.7;B-ISDN User Part (B-ISUP);Part 3: Support of additional traffic parameters for Statistical Bit Rate (SBR), Available Bit Rate (ABR), ATM Block Transfer (ABT) and Quality of Service (QoS) [ITU-T Recommendations Q.2723.1 (1996), Q.2723.2 (1997), Q.2723.3 (1997) and Q.2723.4 (1997)]
- 301 029-4 Broadband Integrated Services Digital Network (B-ISDN);Signalling System No.7;B-ISDN User Part (B-ISUP);Part 4: Look-ahead without state change for the network node interface [ITU-T Recommendation Q.2724.1 (1996)]
- 301 029-5 Broadband Integrated Services Digital Network (B-ISDN);Signalling System No.7;B-ISDN User Part (B-ISUP);Part 5: Support of negotiation during connection setup [ITU-T Recommendation Q.2725.1 (1996)]
- 301 029-6 Broadband Integrated Services Digital Network (B-ISDN);Signalling System No.7;B-ISDN User Part (B-ISUP);Part 6: Modification procedures [ITU-T Recommendation Q.2725.2 (1996)]
- 301 029-7 Broadband Integrated Services Digital Network (B-ISDN);Signalling System No.7;B-ISDN User Part (B-ISUP);Part 7: ATM end system address [ITU-T Recommendation Q.2726.1 (1996)]
- 301 029-9 Broadband Integrated Services Digital Network (B-ISDN);Signalling System No.7;B-ISDN User Part (B-ISUP);Part 9: Network generated session identifier [ITU-T Recommendation Q.2726.3 (1996)]
- 301 060-1 Integrated Services Digital Network (ISDN);Digital Subscriber Signalling System No. one (DSS1) protocol;Basic call control;Enhancement at the "b" service entry point for Virtual Private Network (VPN) applications;
- 301 061 Integrated Services Digital Network (ISDN);Digital Subscriber Signalling System No. one (DSS1) protocol;Generic functional protocol for the support of supplementary services at the "b" service entry point for Virtual Private Network (VPN) applications
- 301 062 Integrated Services Digital Network (ISDN);Signalling System No.7;Support of Virtual Private Network (VPN) applications with Private network Q reference point Signalling System number 1 (PSS1) information flows
- 301 065 Integrated Services Digital Network (ISDN);Completion of Calls on No Reply (CCNR) supplementary service;Digital Subscriber Signalling System No. one (DSS1) protocol
- 301 067-1 Broadband Integrated Services Digital Network (B-ISDN);Digital Subscriber Signalling System No. two (DSS2) protocol;Connection characteristics;Negotiation during call/connection establishment phase;
- 301 068-1 Broadband Integrated Services Digital Network (B-ISDN);Digital Subscriber Signalling System No. two (DSS2) protocol;Connection characteristics;ATM transfer capability and traffic parameter indication;
- 301 069-1 Integrated Services Digital Network (ISDN);Signalling System No.7 (SS7);ISDN User Part (ISUP);Application transport mechanism;
- 301 070 Integrated Services Digital Network (ISDN);Signalling System No.7;ISDN User Part (ISUP) version 3 interactions with the Intelligent Network Application Part (INAP)
- 301 082 Integrated Services Digital Network (ISDN);Outgoing Call Barring-Fixed (OCB-F) supplementary service;Service description
- 301 084 Integrated Services Digital Network (ISDN);Outgoing Call Barring-User Controlled (OCB-UC) supplementary service;Service description
- 301 117 Broadband Integrated Services Digital Network (B-ISDN);ATM Adaptation Layer (AAL);Sublayers: Service Specific Co-ordination Function (SSCF) to provide the Connection-Oriented Transport Service (COTS) [ITU-T Recommendation I.365.3 (1995)]
- 301 131 Integrated Services Digital Network (ISDN);Teleaction teleservice;Service description
- 301 132 Integrated Services Digital Network (ISDN);Security tools (SET) for use within telecommunication services
- 301 133 Integrated Services Digital Network (ISDN);Selective Call Forwarding (SCF) supplementary services (unconditional, busy and no reply);Service description
- 301 134 Integrated Services Digital Network (ISDN);Completion of Calls on No Reply (CCNR) supplementary service;Service description
- 301 141 Integrated Services Digital Network (ISDN);Narrowband Multi-service Delivery System (NMDS)
- 301 144 Integrated Services Digital Network (ISDN);Digital Subscriber Signalling System No. one (DSS1) and Signalling System No.7 (SS7) protocols;Signalling application for the mobility management service on the alpha interface
- 301 145 Integrated Services Digital Network (ISDN);Digital Subscriber Signalling System No. one (DSS1) protocol;Teleaction service
- 301 174 Broadband Integrated Services Digital Network (B-ISDN);Digital Subscriber Signalling System No. two (DSS2) protocol;Signalling specification for frame relay service
- 301 241-1 Digital Enhanced Cordless Telecommunications (DECT);Integrated Services Digital Network (ISDN);DECT/ISDN interworking for intermediate system configuration;Profile Implementation Conformance Statement (ICS);
- 301 276-1 Broadband Integrated Services Digital Network (B-ISDN);Digital Subscriber Signalling System No. two (DSS2) protocol;Connection characteristics;Modification procedures for sustainable cell rate parameters;
- 301 361-1 Digital Enhanced Cordless Telecommunications (DECT);Integrated Services Digital Network (ISDN);ISDN Mobility protocol Interworking specification Profile (IMIP);Part 1: DECT/ISDN interworking for Cordless Terminal Mobility (CTM) support
- 301 363 Universal Personal Telecommunication (UPT);UPT phase 2;Functional specification of the interface of a UPT Integrated Circuit Card (ICC) and Public Switched Telephone Network (PSTN), Integrated Services Digital Network (ISDN) and Global System for Mobile communications (GSM) terminals (one passand multiple pass authentication);
- 301 440 Digital Enhanced Cordless Telecommunications (DECT);Integrated Services Digital Network (ISDN);Attachment requirements for terminal equipment for DECT/ISDN interworking profile applications
- 301 464 Integrated Services Digital Network (ISDN);Signalling System No.7 (SS7);ISDN User Part (ISUP) version 4 interactions with the Intelligent Network Application Part (INAP);Part 1: Protocol specification [ITU-T Recommendation Q.1601 (1999), modified]
- 301 479 Integrated Services Digital Network (ISDN);Line Hunting (LH) supplementary service;Service description
- 301 484 Integrated Services Digital Network (ISDN);Line Hunting (LH) supplementary service;Digital Subscriber Signalling System No. one (DSS1)
- 301 485 Broadband Integrated Services Digital Network (B-ISDN);Digital Subscriber Signalling System No. two (DSS2) protocol;Support of ATM end system addressing format by Number identification supplementary services
- 301 486-1 Broadband Integrated Services Digital Network (B-ISDN);Digital Subscriber Signalling System No. two (DSS2) protocol;Connection characteristics;ATM traffic descriptor modification with negotiation by the connection owner;
- 301 487 Broadband Integrated Services Digital Network (B-ISDN);Digital Subscriber Signalling System No. two (DSS2) protocol;Switched virtual path capability
- 301 614 Digital Enhanced Cordless Telecommunications (DECT);Integrated Services Digital Network (ISDN);DECT/ISDN interworking for intermediate system configuration
- 301 691 Integrated Services Digital Network (ISDN);Remote Control (RC) service;Service description
- 301 813 Integrated Services Digital Network (ISDN) and Broadband Integrated Services Digital Network (B-ISDN);Generic Addressing and Transport (GAT) protocol
- 301 815 Broadband Integrated Services Digital Network (B-ISDN);Digital Subscriber Signalling System No. two (DSS2) protocol;Quality of Service Class and Parameters indication at call/connection establishment
- 301 816 Broadband Integrated Services Digital Network (B-ISDN);AAL Type 2 Signalling protocol;Capability Set 1
- 301 848-1 Integrated Services Digital Network (ISDN);Signalling System No.7 (SS7);Bearer Independent Call Control (BICC);Signalling procedures in an ATM/IP/.. backbone network;
- 301 850-1 Integrated Services Digital Network (ISDN);Signalling System No.7 (SS7);ISDN User Part (ISUP);Application transport mechanism;

#### 302 000 folgende
- 302 091 Broadband Integrated Services Digital Network (B-ISDN) and Broadband Private Integrated Services Network (B-PISN);Digital Subscriber Signalling System No. two (DSS2), Broadband Inter-Exchange Signalling (B-QSIG), and Signalling System No.7 (SS7);Prenegotiation
- 302 092 Broadband Integrated Services Digital Network (B-ISDN) and Broadband Private Integrated Services Network (B-PISN);Digital Subscriber Signalling System No. two (DSS2), Broadband Inter-Exchange Signalling (B-QSIG), and Signalling System No.7 (SS7);Call control in a separated call and bearer control environment
- 302 093 Broadband Integrated Services Digital Network (B-ISDN);Digital Subscriber Signalling System No. two (DSS2) protocol;Point-to-point multiconnection bearer control specification in a separated call and bearer environment
- 302 094 Integrated Services Digital Network (ISDN);Digital Subscriber Signalling System No. one (DSS1) and Signalling System No.7 (SS7) protocols;Call Forwarding on Not Reachable (CFNRc) supplementary service for Cordless Terminal Mobility (CTM) phase 1
- 302 097 Integrated Services Digital Network (ISDN);Signalling System No.7 (SS7);ISDN User Part (ISUP); Enhancement for support of Number Portability (NP) [ITU-T Recommendation Q.769.1 (2000), modified]
- 302 646-1 Integrated Services Digital Network (ISDN); Signalling System No.7; Digital cellular telecommunications system (Phase 2+); Application of ISDN User Part (ISUP) version 3 for the ISDN-Public Land Mobile Network (PLMN) signalling interface;

#### 303 000 folgende
- 303 105 mehrere Teile, Digital Video Broadcasting (DVB); Next Generation broadcasting system to Handheld, physical layer specification (DVB-NGH); Part 1: Base Profile, Part 2: MIMO Profile, Part 3: Part 3: Hybrid Profile[3][4]
- 303 204 Fixed Short Range Devices (SRD) in data networks[5]
- 303 213-1 Advanced Surface Movement Guidance and Control System (A-SMGCS); Part 1[6]
- 303 213-2 Advanced Surface Movement Guidance and Control System (A-SMGCS); Part 2[7]
- 303 645: Cyber; Cyber Security for Consumer Internet of Things: Baseline Requirements, Juni 2020[8]

- 383 001 Telecommunications and Internet converged Services and Protocols for Advanced Networking (TISPAN);Interworking between Session Initiation Protocol (SIP) and Bearer Independent Call Control (BICC) Protocol or ISDN User Part (ISUP) [ITU-T Recommendation Q.1912.5, modified]

## ITU-T

### E – Overall network operation, telephone service, service operation and human factors

#### General provisions concerning users
- E.123 Notation for national and international telephone numbers, e-mail addresses and Web addresses

#### Numbering plan of the international telephone service
- E.161 Arrangement of digits, letters and symbols on telephones and other devices that can be used for gaining access to a telephone network
- E.162 Capability for seven digit analysis of international E.164 numbers at time T
- E.164 The international public telecommunication numbering plan, ersetzt den früheren E.163 numbering plan
- E.164.1 Criteria and procedures for the reservation, assignment, and reclamation of E.164 country codes and associated Identification Codes (ICs)
  - E.164 Suppl. 1 Alternatives for carrier selection and network identification
  - E.164 Suppl. 2 Number Portability
- E.165 Timetable for coordinated implementation of the full capability of the numbering plan for the ISDN era (Recommendation E.164); diese Empfehlung wurde auch als Q.11.ter publiziert
- E.165.1 Use of escape code "0" within the E.164 Numbering Plan during the transition period to implementation of NPI mechanism
- E.166/X.122 Numbering plan interworking for the E.164 and X.121 numbering plans; diese Empfehlung wurde nur mit dieser Doppelnummer veröffentlicht
- E.167 ISDN network identification codes
- E.168 Application of E.164 numbering plan for UPT
- E.169 Application of Recommendation E.164 numbering plan for universal international freephone numbers for international freephone service
- E.180 Technical characteristics of tones for the telephone service
- E.181 Customer recognition of foreign tones
- E.182 Application of tones and recorded announcements in telephone services
- E.183 Guiding principles for telephone announcements
- E.184 Indications to users of ISDN terminals

#### Checking the quality of the international telephone service
- E.425 Internal automatic observations

### G – Transmission systems and media, digital systems and networks

#### General
- G.701 Vocabulary of digital transmission and multiplexing, and pulse code modulation (PCM) terms
- G.702 Digital hierarchy bit rates
- G.703 Physical/electrical characteristics of hierarchical digital interfaces
- G.704 Synchronous frame structures used at 1544, 6312, 2048, 8448 and 44 736 kbit/s hierarchical levels
- G.706 Frame alignment and cyclic redundancy check (CRC) procedures relating to basic frame structures defined in Recommendation G.704
- G.707 Network node interface for the synchronous digital hierarchy (SDH), ersetzt G.707, G.708, G.709

#### Coding of analogue signals by pulse code modulation
- G.711 Pulse code modulation (PCM) of voice frequencies
- G.712 Transmission performance characteristics of pulse code modulation channels, ersetzt G.712, G.713, G.714, G.715
- G.722 7 kHz audio-coding within 64 kbit/s
- G.722.1 Low-complexity coding at 24 and 32 kbit/s for hands-free operation in systems with low frame loss
- G.722.2 Wideband coding of speech at around 16 kbit/s using Adaptive Multi-Rate Wideband (AMR-WB)
- G.726 40, 32, 24, 16 kbit/s Adaptive Differential Pulse Code Modulation (ADPCM)
- G.728 Coding of speech at 16 kbit/s using low-delay Code Excited Linear Prediction
- G.729 Coding of speech at 8 kbit/s using conjugate-structure algebraic-code-excited linear prediction (CS-ACELP)

#### Digital transmission
- G.821 Error performance of an international digital connection operating at a bit rate below the primary rate and forming part of an Integrated Services Digital Network
- G.991.2 Single-pair high-speed digital subscriber line (SHDSL) transceivers
- G.992.1 Asymmetric digital subscriber line (ADSL) transceivers

### H – Audiovisual and multimedia systems
- H.225.0 Call signalling protocols and media stream packetization for packet-based multimedia communication systems
- H.235 Security and encryption for H-series (H.323 and other H.245-based) multimedia terminals
- H.245 Control protocol for multimedia communication
- H.248 Gateway control protocol
- H.261 Video codec for audiovisual services at p × 64 kbit/s
- H.262 Information technology – Generic coding of moving pictures and associated audio information: Video
- H.263 Video coding for low bit rate communication
- H.264 Advanced video coding for generic audiovisual services
- H.323 Packet-based multimedia communications systems
- H.450 Supplementary services in H.323
  - H.450.1 Generic functional protocol for the support of supplementary services in ITU-T H.323 systems
  - H.450.2 Call transfer supplementary service for ITU-T H.323 systems
  - H.450.4 Call hold supplementary service for ITU-T H.323 systems
  - H.450.5 Call park and call pickup supplementary services in ITU-T H.323 systems
  - H.450.6 Call waiting supplementary service for H.323
  - H.450.7 Message waiting indication supplementary service for ITU-T H.323 systems
  - H.450.8 Name identification supplementary service for ITU-T H.323 systems
  - H.450.9 Call completion supplementary services for H.323
  - H.450.10 Call offering supplementary services for H.323
  - H.450.11 Call intrusion supplementary service for H.323
  - H.450.12 Common Information Additional Network Feature for H.323

### I –Integrated Services Digital Network

#### General structure

##### Terminology
- I.112 Vocabulary of terms for ISDNs
- I.113 Vocabulary of terms for broadband aspects of ISDN
- I.114 Vocabulary of terms for universal personal telecommunication

##### Description of ISDNs
- I.120 Integrated services digital networks (ISDNs)
- I.121 Broadband aspects of ISDN
- I.122 Framework for frame mode bearer services

##### General modelling methods
- I.130 Method for the characterization of telecommunication services supported by an ISDN and network capabilities of an ISDN

##### Telecommunication network and service attributes
- I.140 Attribute technique for the characterization of telecommunication services supported by an ISDN and network capabilities of an ISDN
- I.141 ISDN network charging capabilities attributes

##### General description ofasynchronous transfer mode
- I.150 B-ISDN asynchronous transfer mode functional characteristics

#### Service capabilities

##### Scope
- I.200 Guidance to the I.200-Series of Recommendations

##### General aspects of services in ISDN
- I.210 Principles of telecommunication services supported by an ISDN and the means to describe them
- I.211 B-ISDN service aspects

##### Common aspects of services in ISDN
- I.220 Common dynamic description of basic telecommunication services
- I.221 Common specific characteristics of services

##### Bearer services supported by an ISDN
- I.230 Definition of bearer service categories
- I.231.1 Circuit-mode 64 kbit/s unrestricted, 8 kHz structured bearer service
- I.231.2 Circuit-mode 64 kbit/s, 8 kHz structured bearer service usable for speech information transfer
- I.231.3 Circuit-mode 64 kbit/s, 8 kHz structured bearer service usable for 3.1 kHz audio information transfer
- I.231.4 Circuit-mode, alternate speech / 64 kbit/s unrestricted, 8 kHz structured bearer service
- I.231.5 Circuit-mode 2 × 64 kbit/s unrestricted, 8 kHz structured bearer service
- I.231.6 Circuit-mode 384 kbit/s unrestricted, 8 kHz structured bearer service
- I.231.7 Circuit-mode 1536 kbit/s unrestricted, 8 kHz structured bearer service
- I.231.8 Circuit-mode 1920 kbit/s unrestricted, 8 kHz structured bearer service
- I.231.9 Circuit-mode 64 kbit/s 8 kHz structured multi-use bearer service
- I.231.10 Circuit-mode multiple-rate unrestricted 8 kHz structured bearer service
- I.232.1 Virtual call and permanent virtual circuit bearer service category
- I.232.3 User signalling bearer service category (USBS)
- I.233.1 ISDN frame relaying bearer service
- I.233.2 ISDN frame switching bearer service

##### Teleservices supported by an ISDN
- I.240 Definition of teleservices
- I.241.1 Telephony
- I.241.2 Teletex
- I.241.3 Telefax 4
- I.241.4 Mixed mode
- I.241.5 Videotex
- I.241.6 Telex
- I.241.7 Telephony 7 kHz teleservice
- I.241.8 Teleaction stage one service description

##### Supplementary servicesin ISDN
- I.250 Definition of supplementary services
- I.251.1 Direct-dialling-In
- I.251.2 Multiple Subscriber Number
- I.251.3 Calling Line Identification Presentation
- I.251.4 Calling Line Identification Restriction
- I.251.5 Connected Line Identification Presentation (COLP)
- I.251.6 Connected Line Identification Restriction (COLR)
- I.251.7 Malicious call Identification
- I.251.8 Sub-addressing supplementary service
- I.251.9 Calling name identification presentation
- I.251.10 Calling name identification restriction
- I.252.1 Call Transfer
- I.252.2 Call Forwarding Busy
- I.252.3 Call Forwarding No Reply
- I.252.4 Call Forwarding Unconditional
- I.252.5 Call Deflection
- I.252.6 Line Hunting (LH)
- I.252.7 Explicit call transfer
- I.253.1 Call waiting (CW) supplementary service
- I.253.2 Call Hold
- I.253.3 Completion of calls to busy subscribers
- I.253.4 Completion of calls on no reply
- I.254.1 Conference calling (CONF)
- I.254.2 Three-Party Supplementary Service
- I.254.5 Meet-me conference
- I.255.1 Closed User Group
- I.255.2 Support of Private Numbering Plans
- I.255.3 Multi-level precedence and preemption service (MLPP)
- I.255.4 Priority service
- I.255.5 Outgoing call barring
- I.256.2a Advice of charge: charging information at call set-up time (AOC-S)
- I.256.2b Advice of charge: charging information during the call (AOC-D)
- I.256.2c Advice of charge: charging information at the end of the call (AOc-E)
- I.256.3 Reverse charging
- I.257.1 User-to-User Signalling (UUS)
- I.258.1 Terminal portability (TP)
- I.258.2 In-call modification (IM)
- I.259.1 Address screening (ADS)

#### Overall network aspects and functions

##### Network functional principles
- I.310 ISDN – Network functional principles
- I.311 B-ISDN general network aspects
- I.312 Principles of intelligent network architecture
- I.313 B-ISDN network requirements

##### Reference models
- I.320 ISDN protocol reference model
- I.321 B-ISDN protocol reference model and its application
- I.322 Generic protocol reference model for telecommunication networks
- I.324 ISDN network architecture
- I.325 Reference configurations for ISDN connection types
- I.326 Functional architecture of transport networks based on ATM
- I.327 B-ISDN functional architecture
- I.328 Intelligent network – Service plane architecture
- I.329 Intelligent network – Global functional plane architecture

##### Numbering, addressing and routing
- I.330 ISDN numbering and addressing principles
- I.331 The international public telecommunication numbering plan, siehe E.164
- I.333 Terminal selection in ISDN
- I.334 Principles relating ISDN numbers/sub-addresses to the OSI reference model network layer addresses

##### Connection types
- I.340 ISDN connection types

##### Performance objectives
- I.350 General aspects of quality of service and network performance in digital networks, including ISDNs
- I.351 Relationships among ISDN, Internet protocol, and GII performance recommendations
- I.352 Network performance objectives for connection processing delays in an ISDN
- I.353 Reference events for defining ISDN and B-ISDN performance parameters
- I.354 Network performance objectives for packet-mode communication in an ISDN
- I.355 ISDN 64 kbit/s connection type availability performance
- I.356 B-ISDN ATM layer cell transfer performance
- I.357 B-ISDN semi-permanent connection availability
- I.358 Call processing performance for switched virtual channel connections (VCCs) in a B-ISDN
- I.359 Accuracy and dependability of ISDN 64 kbit/s circuit-mode connection types

##### Protocol layer requirements
- I.361 B-ISDN ATM layer specification
- I.363.1 B-ISDN ATM Adaptation Layer specification: Type 1 AAL
- I.363.2 B-ISDN ATM Adaptation Layer specification: Type 2 AAL
- I.363.3 Type 3/4 AAL
- I.363.5 Type 5 AAL
- I.364 Support of the broadband connectionless data bearer service by the B-ISDN
- I.365.1 Frame relaying service specific convergence sublayer (FR-SSCS)
- I.365.2 Service-specific coordination function to provide the connection-oriented network service
- I.365.3 Service-specific coordination function to provide the connection-oriented transport service
- I.365.4 Service-specific convergence sublayer for HDLC applications
- I.366.1 Segmentation and Reassembly Service Specific Convergence Sublayer for the AAL type 2
- I.366.2 AAL type 2 service specific convergence sublayer for narrow-band services

##### General networks requirements and functions
- I.370 Congestion management for the ISDN frame relaying bearer service
- I.371 Traffic control and congestion control in B-ISDN
- I.371.1 Guaranteed frame rate ATM transfer capability
- I.372 Frame relaying bearer service network-to-network interface requirements
- I.373 Network capabilities to support universal personal telecommunication (UPT)
- I.375.1 General aspects
- I.375.2 Example of multimedia retrieval service class – Video-on-demand service using an ATM based network
- I.375.3 Example of multimedia distribution service class – Switched digital broadcasting
- I.376 ISDN network capabilities for the support of the teleaction service
- I.377 Network requirements to support charging and accounting in B-ISDN
- I.378 Traffic control and congestion control at the ATM Adaptation Layer type 2
- I.380 Internet protocol data communication service – IP packet transfer and availability performance parameters
- I.381 ATM Adaptation Layer (ALL) performance

#### ISDN user-network interfaces
- I.410 General aspects and principles relating to Recommendations on ISDN user-network interfaces
- I.411 ISDN user-network interfaces – Reference configurations
- I.412 ISDN user-network interfaces – Interface structures and access capabilities
- I.413 B-ISDN user-network interface
- I.414 Overview of Recommendations on Layer 1 for ISDN and B-ISDN customer accesses

##### Application of I-series Recommendations to ISDN user-network interfaces
- I.420 Basic user-network interface
- I.421 Primary rate user-network interface

##### Layer 1 Recommendations
- I.430 Basic user-network interface – Layer 1 specification
- I.431 Primary rate user-network interface – Layer 1 specification
- I.432.1 General characteristics
- I.432.2 155.520 kbit/s and 622.080 kbit/s operation
- I.432.3 1544 kbit/s and 2048 kbit/s operation
- I.432.4 51.840 kbit/s operation
- I.432.5 25.600 kbit/s operation

##### Layer 3 Recommendations
- Q.931

##### Multiplexing, rate adaption and support of existing interfaces
- I.460 Multiplexing, rate adaption and support of existing interfaces
- I.464 Multiplexing, rate adaption and support of existing interfaces for restricted 64 kbit/s transfer capability

##### Aspects of ISDN affecting terminal requirements
- I.470 Relationship of terminal functions to ISDN
- I.480 1+1 protection switching for cell-based physical layer

##### Internetwork interfaces
- I.500 General structure of the ISDN interworking Recommendations
- I.501 Service interworking
- I.510 Definitions and general principles for ISDN interworking
- I.511 ISDN-to-ISDN layer 1 internetwork interface
- I.515 Parameter exchange for ISDN interworking
- I.520 General arrangements for network interworking between ISDNs
- I.525 Interworking between networks operating at bit rates less than 64 kbit/s with 64 kbit/s-based ISDN and B-ISDN
- I.530 Network interworking between an ISDN and a public switched telephone network (PSTN)
- I.555 Frame Relaying Bearer Service interworking
- I.570 Public/private ISDN interworking
- I.571 Connection of VSAT based private networks to the public ISDN
- I.572 VSAT interconnection with the PSTN
- I.580 General arrangements for interworking between B-ISDN and 64 kbit/s based ISDN
- I.581 General arrangements for B-ISDN interworking

##### Maintenance principles
- I.601 General maintenance principles of ISDN subscriber access and subscriber installation
- I.610 B-ISDN operation and maintenance principles and functions
- I.630 ATM protection switching

#### B-ISDNequipment aspects

##### ATMequipment
- I.731 Types and general characteristics of ATM equipment
- I.732 Functional characteristics of ATM equipment
- I.741 Interworking and interconnection between ATM and switched telephone networks for the transmission of speech, voiceband data and audio signals

##### Management of ATM equipment
- I.751 Asynchronous transfer mode management of the network element view
- I.761 Inverse multiplexing for ATM (IMA)
- I.762 ATM over fractional physical links

### Q – Switching and signalling
- Q.23 Technical features of push-button telephone sets
- Q.24 Multifrequency push-button signal reception
- Q.761 Signalling System No. 7 – ISDN User Part (ISUP) functional description
- Q.921 ISDN user-network interface – Data link layer specification
- Q.931 ISDN user-network interface layer 3 specification for basic call control
- Q.956.2 Advice of Charge
- Q.1901 Bearer Independent Call Control protocol
- Q.2931 Digital Subscriber Signalling System No. 2 – User-Network Interface (UNI) layer 3 specification for basic call/connection control Modified by ITU-T Q.2971 (10/1995)
- Q.2971 Digital Subscriber Signalling System No. 2 (DSS2) – User-network interface layer 3 specification for point-to-multipoint call/connection control Modifies ITU-T Q.2931, Q.2951 and Q.2957

### T – Terminals for telematik services
- T.30 Procedures for document facsimile transmission in the general switched telephone network
- T.37 Procedures for the transfer of facsimile data via store-and-forward on the Internet
- T.38 Procedures for real-time Group 3 facsimile communication over IP networks
- T.120 Data protocols for multimedia conferencing
- T.123 Network-specific data protocol stacks for multimedia conferencing

### V – Data communication over the telephone network
- V.10 Electrical characteristics for unbalanced double-current interchange circuits operating at data signalling rates nominally up to 100 kbit/s
- V.11 Electrical characteristics for balanced double-current interchange circuits operating at data signalling rates up to 10 Mbit/s
- V.17 fax protocol that uses TCM modulation at 7.2 up to 14.4 kbit/s.
- V.22bis extension von V.22
- V.24 List of definitions for interchange circuits between data terminal equipment (DTE) and data circuit-terminating equipment (DCE)
- V.23 600/1200-baud modem standardized for use in the general switched telephone network
- V.25ter Serial asynchronous automatic dialling and control
- V.28 Electrical characteristics for unbalanced double-current interchange circuits
- V.31 Electrical characteristics for single-current interchange circuits controlled by contact closure
- V.31bis Electrical characteristics for single-current interchange circuits using optocouplers
- V.42 Modem error correction protocol
- V.42bis Data compression protocol
- V.90 A digital modem and analogue modem pair for use on the Public Switched Telephone Network (PSTN) at data signalling rates of up to 56 000 bit/s downstream and up to 33 600 bit/s upstream
- V.100 Interconnection between public data networks (PDNs) and the public switched telephone networks (PSTN)
- V.110 Support by an ISDN of data terminal equipments with V-Series type interfaces
- V.120 Support by an ISDN of data terminal equipment with V-Series type interfaces with provision for statistical multiplexing
- V.130 ISDN terminal adaptor framework
- V.140 Procedures for establishing communication between two multiprotocol audiovisual terminals using digital channels at a multiple of 64 or 56 kbit/s
- V.250 Serial asynchronous automatic dialling and control

### X – Data networks and open system communications

#### Interfaces
- X.20 Interface between Data Terminal Equipment (DTE) and Data Circuit-terminating Equipment (DCE) for start-stop transmission services on public data networks
- X.20 bis Use on public data networks of Data Terminal Equipment (DTE) which is designed for interfacing to asynchronous duplex V-Series modems
- X.21 Interface between Data Terminal Equipment and Data Circuit-terminating Equipment for synchronous operation on public data networks
- X.21 bis Use on public data networks of Data Terminal Equipment (DTE) which is designed for interfacing to synchronous V-Series modems
- X.22 Multiplex DTE/DCE interface for user classes 3-6
- X.24 List of definitions for interchange circuits between Data Terminal Equipment (DTE) and Data Circuit-terminating Equipment (DCE) on public data networks
- X.25 Interface between Data Terminal Equipment (DTE) and Data Circuit-terminating Equipment (DCE) for terminals operating in the packet mode and connected to public data networks by dedicated circuit, dazu Korrigendum von (9/98)
- X.26 Electrical characteristics for unbalanced double-current interchange circuits operating at data signalling rates nominally up to 100 kbit/s, auch publiziert als Empfehlung V.10
- X.27 Electrical characteristics for balanced double-current interchange circuits operating at data signalling rates up to 10 Mbit/s, auch publiziert als Empfehlung V.11
- X.28 DTE/DCE interface for a start-stop mode Data Terminal Equipment accessing the Packet Assembly/Disassembly facility (PAD) in a public data network situated in the same country
- X.29 Procedures for the exchange of control information and user data between a Packet Assembly/Disassembly (PAD) facility and a packet mode DTE or another PAD
- X.30 Support of X.21, X.21 bis and X.20 bis based Data Terminal Equipments (DTEs) by an Integrated Services Digital Network (ISDN)
- X.31 Support of packet mode terminal equipment by an ISDN
- X.32 Interface between Data terminal Equipment (DTE) and Data Circuit-terminating Equipment (DCE) for terminals operating in the packet mode and accessing a Packet-Switched Public Data Network through a public switched telephone network or an Integrated Services Digital Network or a Circuit-Switched Public Data Network
- X.33 Access to packet-switched data transmission services via frame relaying data transmission services
- X.34 Access to packet-switched data transmission services via B-ISDN
- X.35 Interface between a PSPDN and a private PSDN which is based on X.25 procedures and enhancements to define a gateway function that is provided in the PSPDN
- X.36 Interface between Data Terminal Equipment (DTE) and Data Circuit-terminating Equipment (DCE) for public data networks providing frame relay data transmission service by dedicated circuit
  - X.36 Amendment 1: Switched virtual circuit (SVC) signalling and refinements of permanent virtual circuit (PVC) signalling
  - X.36 Amendment 2: Frame transfer priority
  - X.36 Amendment 3: Frame discard priority, service classes, NSAP signalling and protocol encapsulation
- X.37 Encapsulation in X.25 packets of various protocols including frame relay
- X.38 G3 facsimile equipment/DCE interface for G3 facsimile equipment accessing the Facsimile Packet Assembly/Disassembly facility (FPAD) in a public data network situated in the same country
- X.39 Procedures for the exchange of control information and user data between a Facsimile Packet Assembly/Disassembly (FPAD) facility and a packet mode Data Terminal Equipment (DTE) or another FPAD
- X.42 Procedures and methods for accessing a public data network from a DTE operating under control of a generalized polling protocol
- X.45 Interface between data terminal equipment (DTE) and data circuit-terminating equipment (DCE) for terminals operating in the packet mode and connected to public data networks, designed for efficiency at higher speeds
- X.46 Access to FRDTS via B-ISDN
- X.48 Procedures for the provision of a basic multicast service for data terminal equipments (DTEs) using Recommendation X.25
- X.49 Procedures for the provision of an extended multicast service for data terminal equipments (DTEs) using Recommendation X.25

#### Transmission, signalling and switching
- X.75 Packet-switched signalling system between public networks providing data transmission services